# Ульяновский музей-мемориал В. И. Ленина
Мемориальный центр Владимира Ильича Ленина — комплекс зданий и сооружений, созданный в ознаменование 100-летия со дня рождения В.И. Ленина в городе Ульяновске.

## История Дома-музея В. И. Ленина

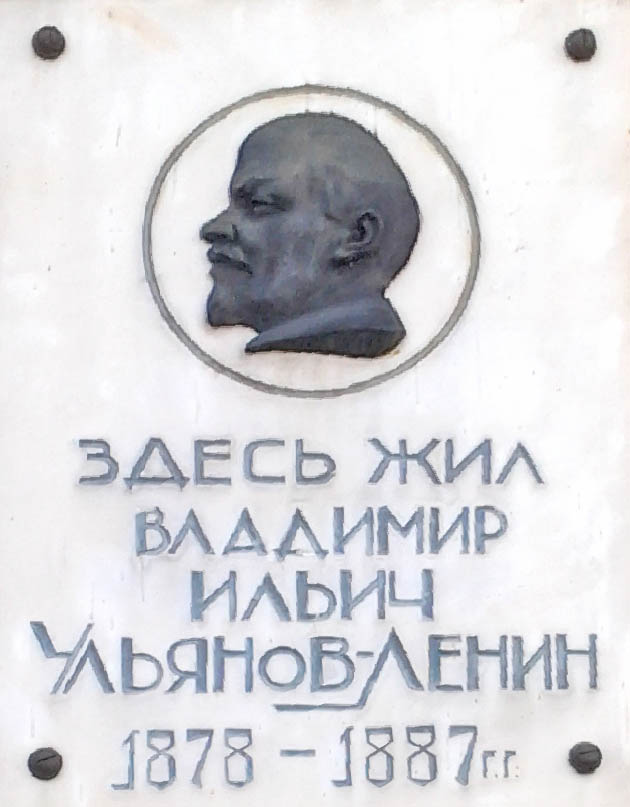
Мемориальная доска. Автор — А. А. Пластов

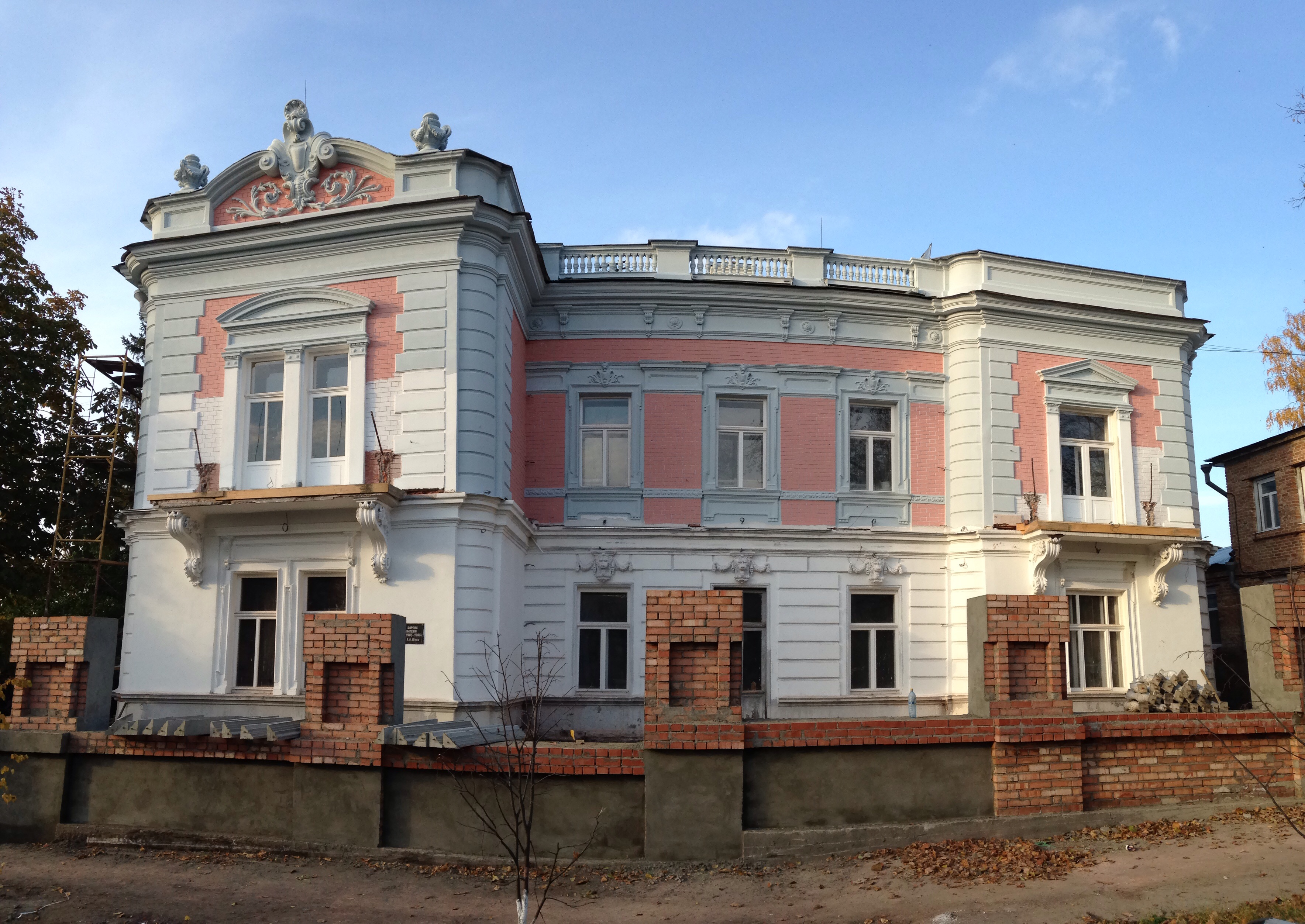
Бывший особняк барона Х. Г. Штемпеля, где с 1941 по 1970 гг. располагался филиал Центрального музея В. И. Ленина.

Начало увековечения памяти имени Ленина в Симбирске началось с установки мемориальных досок на доме Ульяновых на Московской улице Симбирска. Таких досок в 1918 — 1926 годах на доме было установлено три, последняя доска выполнена художником А. А. Пластовым и существует до настоящего времени. Текст на мраморной доске гласит: «Здесь жил Владимир Ильич Ульянов-Ленин 1878—1887 гг.». Кроме текста на ней присутствует барельеф В. И. Ленина.
10 декабря 1923 года дом, в котором проживала семья Ульяновых в 1878—1887 гг., был национализирован, а в доме открылся Музей революции имени В. И. Ленина, ныне Дом-музей В. И. Ленина. Музей имел четыре раздела, документы которых раскрывали жизнь и деятельность Ленина, историю революционного движения в губернии, историю Октябрьской революции и партии большевиков.
В марте 1928 года была создана комиссия по реставрации дома Ульяновых для создания в нём бытовой экспозиции на период проживания семьи Ульяновых в 70-80 гг. XIX века. 7 ноября 1929 года музей, уже как мемориально-бытовой, был открыт.

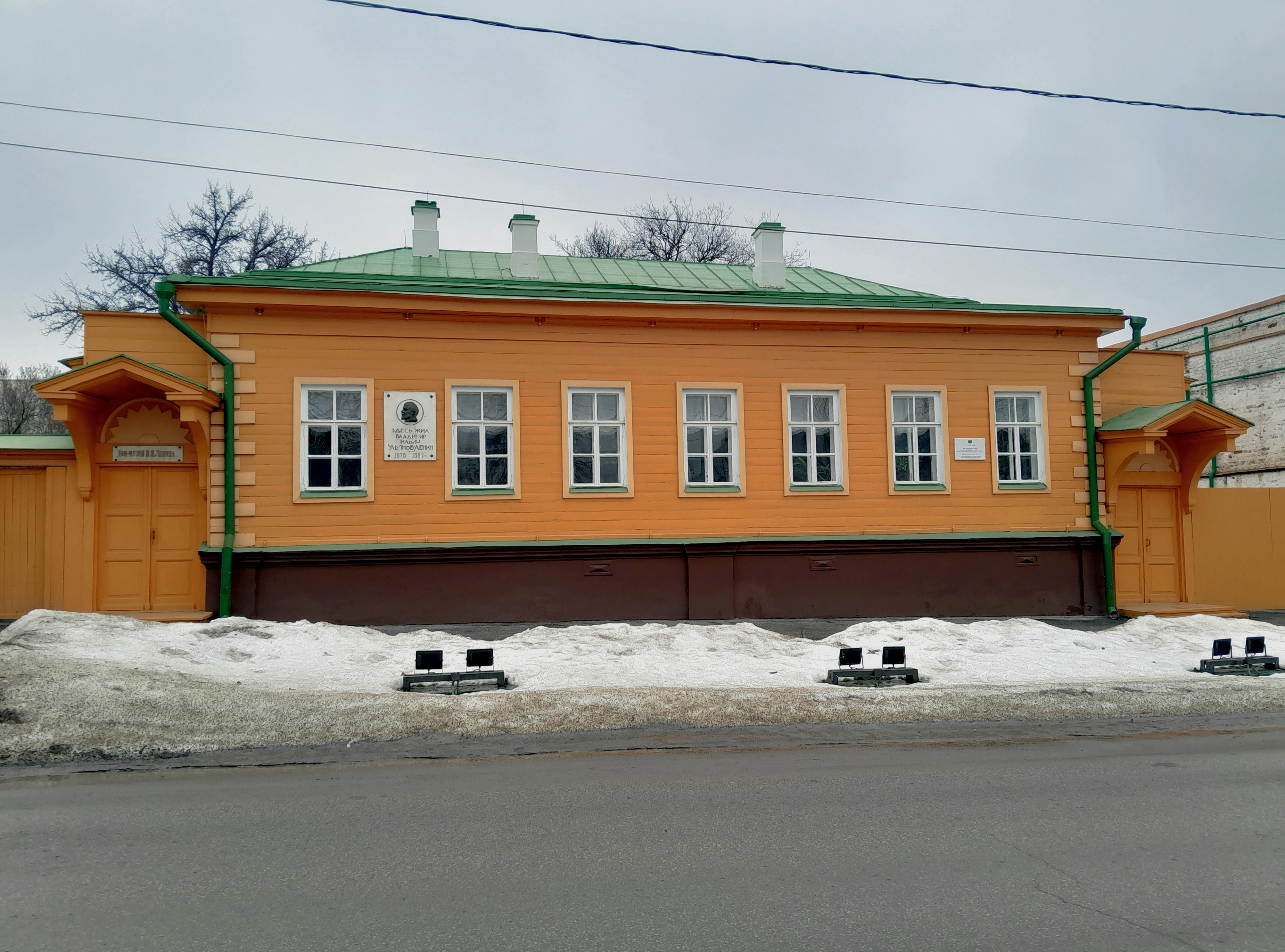
Дом-музей В. И. Ленина.

В начале 1930-х годов была проведена реконструкция усадебных построек дома. С целью долговременного сохранения дома и построек дома и усадьбы в 1946—1947 годах были проведены работы по консервации деревянных конструкций дома-музея. Вторично музей был открыт 24 августа 1947 года, в таком виде, в основном, мы его видим и сейчас.
2 ноября 1941 года, в южной части усадьбы Ульяновых, в бывшем особняке барона Х. Г. Штемпеля, был открыт филиал Центрального музея В. И. Ленина с документальной экспозицией, посвящённой жизни и деятельности Ленина (ныне Музей современного искусства имени А. А. Пластова, улица Льва Толстого, 51).
27 декабря 1973 года указом Президиума Верховного Совета СССР, «За большую работу по пропаганде ленинских идей, коммунистическому воспитанию трудящихся на примере жизни и деятельности В. И. Ленина наградить Дом-музей В. И. Ленина в гор. Ульяновске орденом Октябрьской Революции».

## Воплощение замысла строительства

### Идея создания мемориала
Идея создания памятника-комплекса начала обсуждаться вскоре после смерти В. И. Ленина. Началась она со статьи Л. Б. Красина в газете Известия за 7 февраля 1924 года. Красин первый выдвинул идею создания памятника, который «представляет собой дворец, заключающий в себе и музей, и библиотеку с читальным залом, залы для лекций и концертов и т. п.»
В 1930 гг. в Ульяновске была организована комиссия по строительству памятника, которая рассматривая различные варианты, решила установить на бульваре Новый Венец памятник В. И. Ленину. Памятник был заказан известному скульптору М. Г. Манизеру и открыт на центральной площади города 22 апреля 1940 года. Идея сооружения дворца тоже была не забыта, поднималась в конце 1930-х годов и даже была предусмотрена в генеральном плане Ульяновска 1946 года. Тем не менее, учитывая трудности послевоенного восстановления страны, впоследствии дворец был исключен из планов строительства.
Подготовленное общественное мнение обрело конкретное содержание накануне подготовки к 100-летию со дня рождения В. И. Ленина. Был проведен ряд конкурсов на архитектурное решение застройки центра Ульяновска, как мемориальной зоны. Анализ представленных проектов показал, что авторы не учитывали исторически сложившийся архитектурный ансамбль города как единое целое, что не способствовало представлению о времени и духе города, в котором сложилось мировоззрение В. И. Ленина.
Проектировщикам было рекомендовано:
- Максимально сохранить все памятные здания и исторически сложившиеся архитектурные комплексы;
- Отказаться от многоэтажной застройки в пределах старого города;
- Сохранить как исторический заповедник участок улицы Ленина в районе Дома-музея В. И. Ленина.

С учётом этого была принята идея создания на месте рождения В. И. Ленина новой площади с комплексом общественных зданий, которая была отражена в генеральном плане Ульяновска, утвержденного в августе 1965 года. Конкретная разработка комплекса была поручена Центральному НИИ экспериментального проектирования зрелищных зданий и спортивных сооружений. Авторами проекта стали архитекторы Б. С. Мезенцев, М. П. Константинов, Г. Г. Исакович, В. А. Шульрихтер.
Окончательное решение было закреплено в Постановлениях Правительств СССР и РСФСР «О мерах по развитию г. Ульяновска в 1966—1970 годах», принятых в 1966 году. В постановлениях указывалось: «Начиная с будущего года, за пятилетку построить здание Мемориального центра. В него войдут филиал Центрального музея В. И. Ленина, Дом политического просвещения и универсальный зал на 1400 мест».
Вместе с тем существовала очень значимая проблема: не было подтвержденных документальных данных о месте рождения В. И. Ленина.

### Где же в Симбирске родился В. И. Ленин?
После приезда в Симбирск, Ульяновы сменили семь мест жительства. С 1878 по 1887 год семья проживала в собственном доме на Московской улице, и это место проживания не вызывало сомнений, более того, сначала даже бытовало мнение, что в этом доме и родился В. И. Ленин. В последующем, в результате опроса свидетелей, было выяснено, что Ульяновы ранее жили на Стрелецкой улице.
В 1920-х годах, Анна Ильинична, старшая из детей семьи Ульяновых, указала, что Владимир Ильич родился во флигеле дома Прибыловского, в последнем доме по Стрелецкой улице, причем к тому времени флигель не сохранился. Деревянный двухэтажный дом был отмечен мемориальной доской: «Здесь жила семья Ульяновых в 1870—1875 гг. Во флигеле, находившемся во дворе этого дома, 10(22) апреля 1870 года родился Владимир Ильич Ульянов-Ленин». Это утверждение Анна Ильинична в дальнейшем повторяла неоднократно и оно было принято, как не подлежащее никакому сомнению, несмотря на то, что ещё жили люди, которые указывали, что Ульяновы проживали во флигеле другого дома по Стрелецкой улице.
В 1955 году руководство Дома-музея Ленина в Ульяновске обратилось за архивными документами о доме Прибыловского, из которых следовало, что данное владение по Стрелецкой улице состояло из двухэтажного каменного дома с флигелем во дворе и принадлежало Александре Семёновне Прибыловской. Но ведь дом, отмеченный мемориальной доской был деревянным! Дальнейшее изучение сотрудниками музея показало, что деревянный дом принадлежал Дарье Фёдоровне Жарковой, а в 50—60 метрах от него по Стрелецкой улице стоял двухэтажный каменный дом с деревянным флигелем на каменном полуэтаже. Жильцы флигеля утверждали со слов своих родителей, что именно здесь родился В. И. Ленин. Невероятно, но более никаких краеведческих исследований далее не проводилось, правда, сотрудники музея приняли к сведению, что дом, отмеченный мемориальной доской был владением Жарковой.

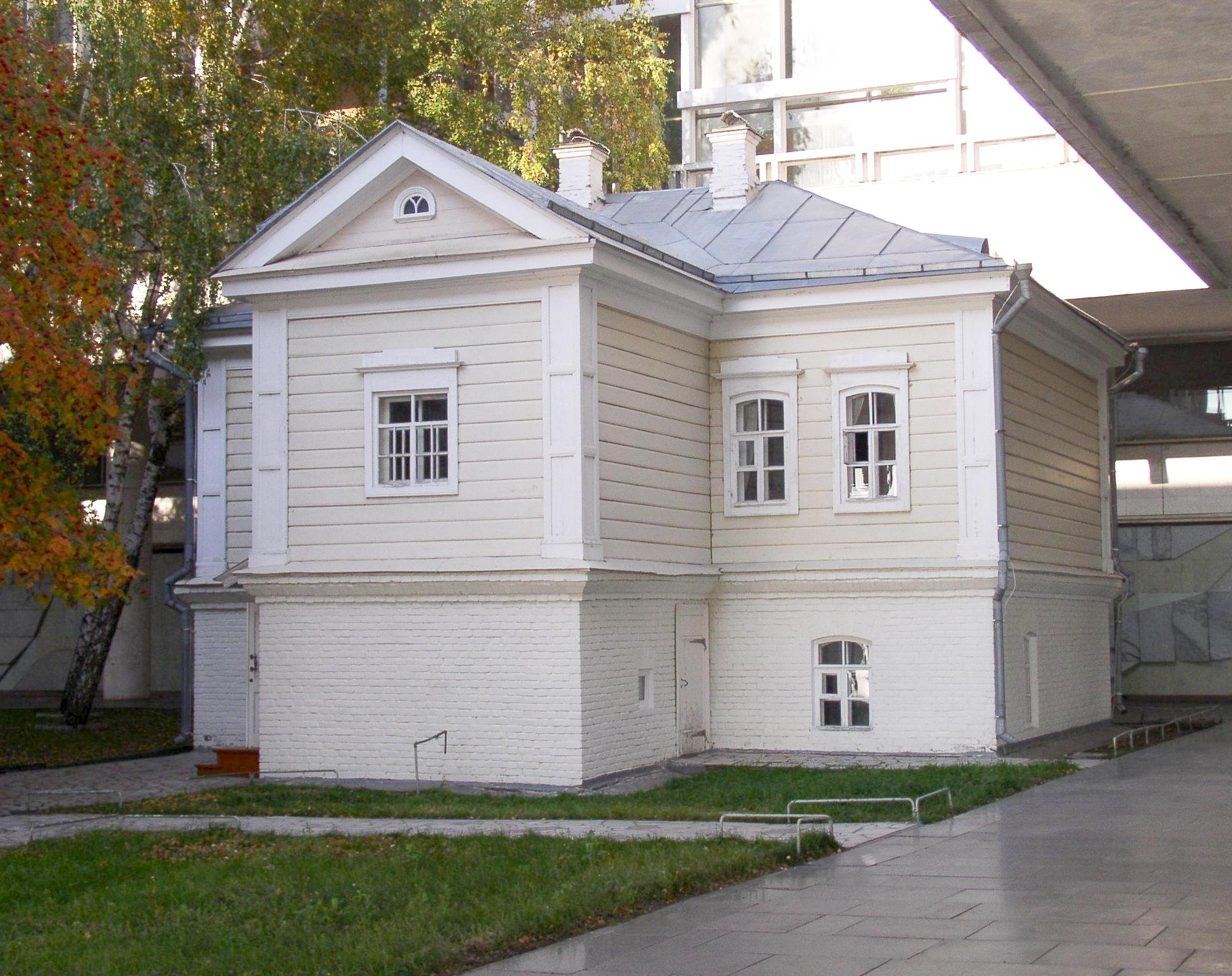
Флигель дома Прибыловской, где родился В.И. Ульянов-Ленин
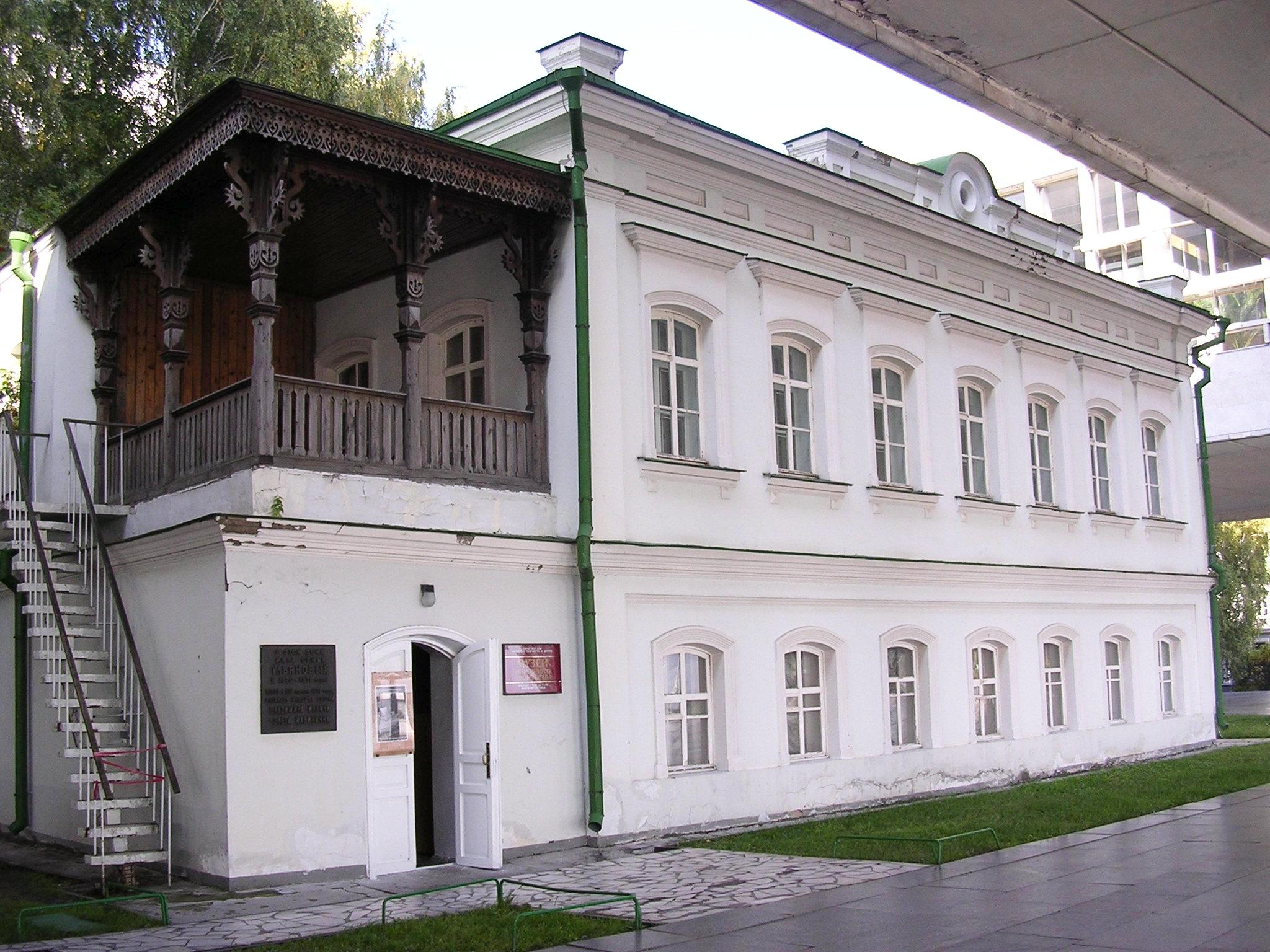
Дом Прибыловской
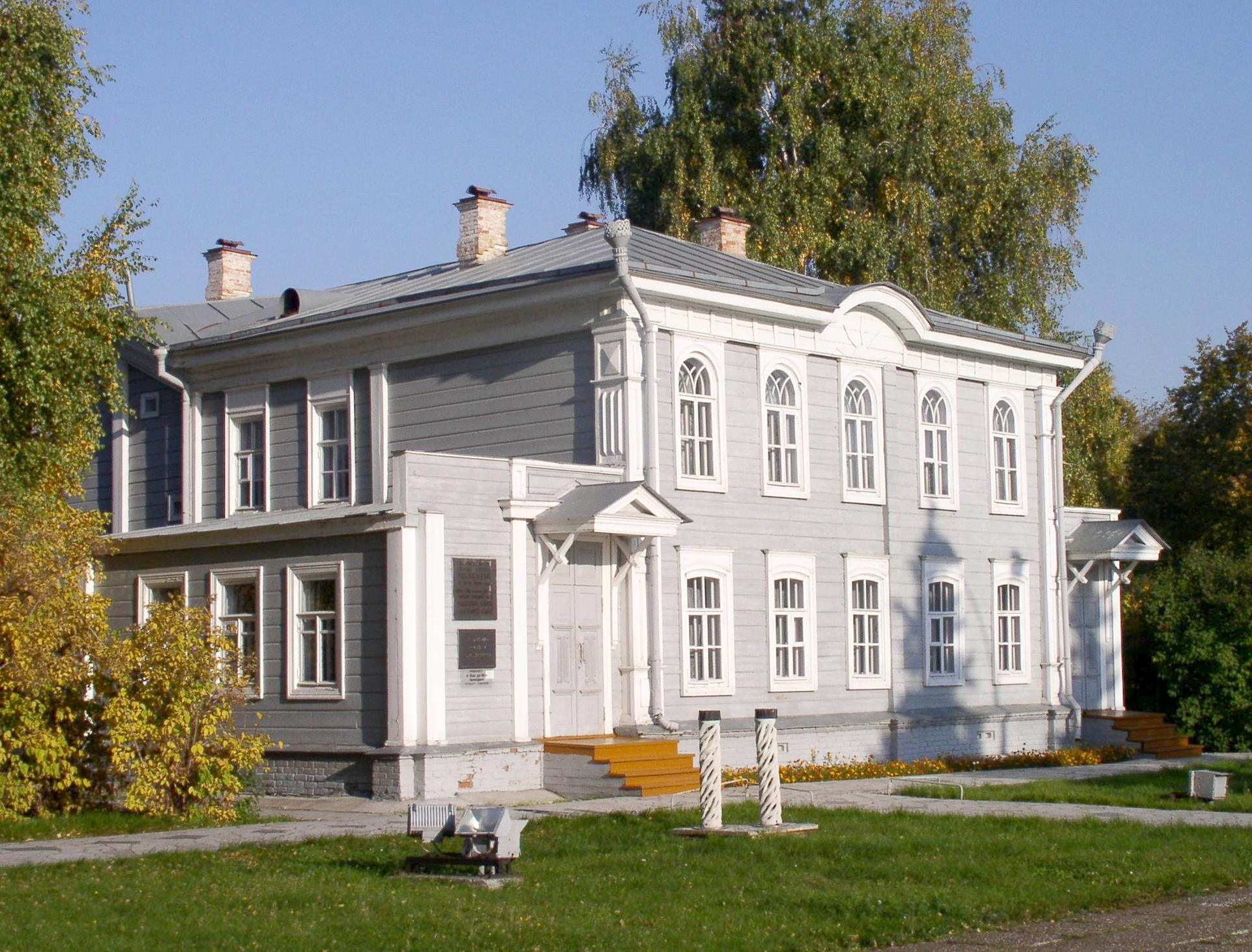
Дом Жарковой

В 1960-х годах в Ульяновске работал преподаватель истории Ульяновского военного училища связи и писатель Жорес Александрович Трофимов, занимавшийся, в частности, краеведческим исследованиями о жизни в Симбирске семьи Ульяновых. Узнав от сотрудников музея о противоречиях данных о первых годах жизни Ульяновых в Симбирске, он задался целью уточнить место рождения В. И. Ленина и вроде бы даже нашёл флигель дома Жарковой. Затем Ж. А. Трофимов нашёл доказательства, что Ульяновы проживали в обоих домах по Стрелецкой улице — и Жарковой и Прибыловской. Осталось только найти документальные свидетельства, во флигеле какого дома жили Ульяновы весной 1870 года. А ведь уже шёл 1966 год, проект мемориала, в котором предполагалось сохранение лишь дома Жарковой, уже был готов.
Энергичный и решительный, Ж. А. Трофимов добился рассмотрения вопроса о домах, в которых жили Ульяновы по Стрелецкой улице на самом высоком уровне, что привело к решению о консервации и сохранении домов Жарковой и Прибыловской с флигелями при них, а также доработке проекта Мемориала.
В 1967 году Ж. А. Трофимов был переведен на другое место службы, а дальнейшие исследования были проведены в 1967—1969 гг. доцентом Ульяновского педагогического института Сергеем Львовичем Сытиным с группой студентов. В результате проведенных работ было установлено:
- В. И. Ульянов-Ленин родился во флигеле дома Прибыловской, где семья Ульяновых жила по приезде в Симбирск в 1869—1870 гг. (ныне Дом, где родился В. И. Ленин (музей));
- В доме Прибыловской семья Ульяновых проживала в 1870—1871 гг. (ныне Дом А. С. Прибыловской (музей));
- В доме Жарковой семья Ульяновых проживала в 1871—1875 гг. (ныне Квартира-музей семьи Ульяновых[9][10][11]);
- Флигель дома Жарковой отношения к семье Ульяновых не имеет;
- Все дома, в которых жила семья Ульяновых в 1869—1875 гг. не претерпели существенных изменений во внешнем облике и не подвергались существенным перестройкам.

Все это позволило сохранить в составе Мемориала строения, относящиеся ко времени рождения В. И. Ленина в Симбирске и показать подлинную обстановку и культуру того времени.

## Строительство мемориала

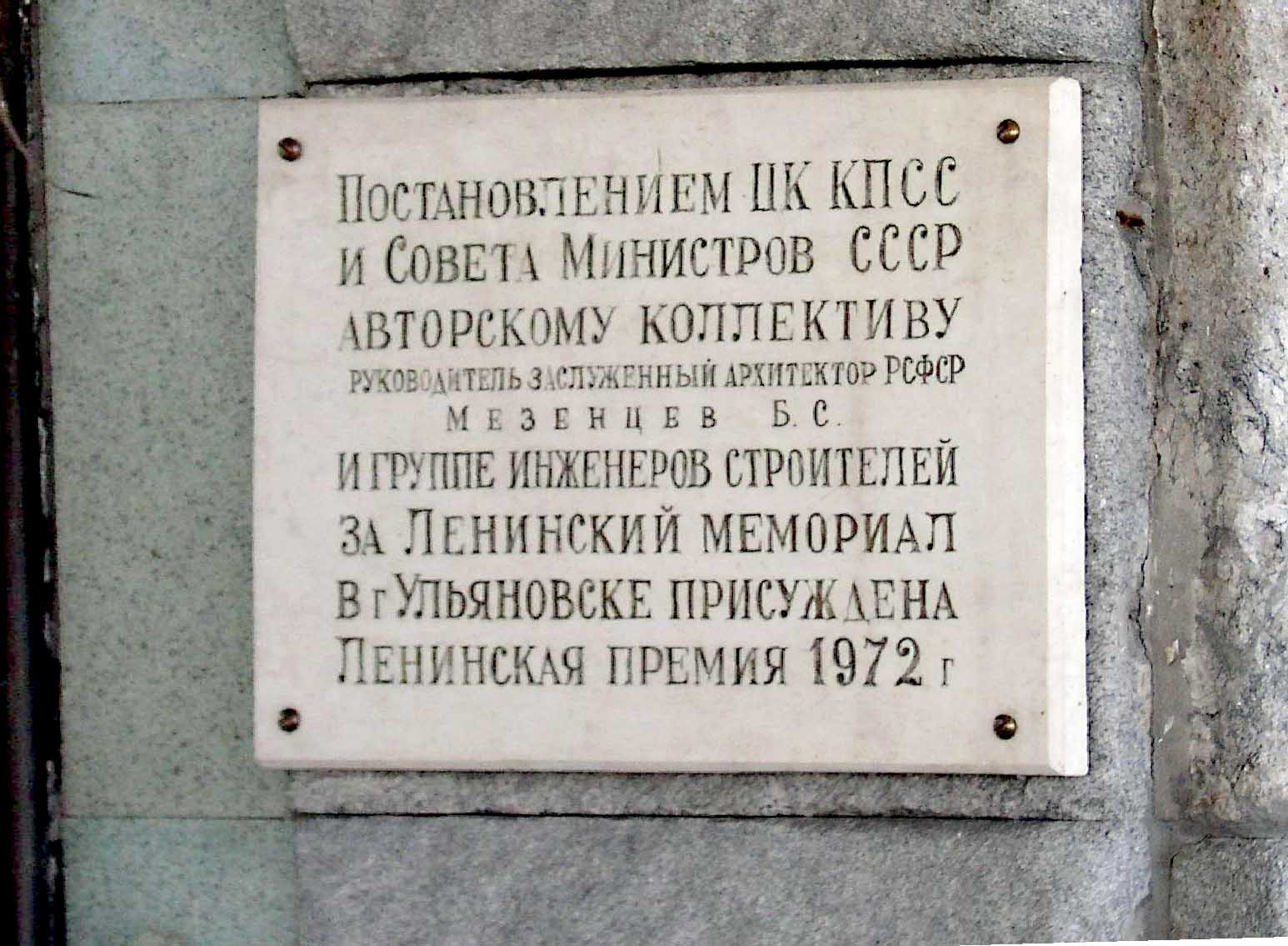
Памятная доска на стене Мемориала

Творческий коллектив создателей Ленинского Мемориала работал над проектом в период 1966—1968 годы. Проект был утвержден Советом Министров РСФСР 21 февраля 1967 года и положен в основу строительства.
22 апреля 1967 года состоялся торжественный митинг, посвященный закладке Ленинского мемориала.
К этому времени в Ульяновске была создана мощная строительная индустрия, позволяющая построить в короткие сроки не только сооружения мемориального центра, но жилые, культурные и хозяйственные объекты города. При подготовке строительной площадки были снесены улицы Стрелецкая (полностью) и Спасская (половина). При этом были потеряны ряд архитектурно-исторических и учебных заведений, такие как Владимирская церковь, Николаевская церковь, Губернаторский дом, 3-х этажное здание Ульяновского строительного техникума (1956 года постройки), комплекс зданий бывшего Архиерейского дома и другие здания и сооружения.
На первом этапе в основание Мемориального центра было заложено 150 гигантских свай, ставшие основанием для 50 семиметровых железобетонных колонн, на которые легла металлическая платформа — основа здания. Затем на платформе был смонтирован каркас здания и выложены кирпичные стены.
Центр был основан на месте нескольких домов. Была разобрана деревянная часть флигеля дома Прибыловской, дом Жарковой был передвинут по красной линии улицы на север с помощью инженерных средств и установлен на новом фундаменте. Во внутреннем дворе установили впоследствии вновь собранный флигель на новом фундаменте и заново построили дом Прибыловской. И дом, и флигель были установлены несколько передвинутыми на восток. Таким образом, действительный вид улицы Стрелецкой с этими домами можно видеть только на диораме в экспозиции Ленинского Мемориала.
Все работы по строительству Мемориала были проведены в чрезвычайно сжатые сроки. Кирпичная кладка стен была завершена к 15 января 1969 года, а к марту 1970 года были завершены все внешние и внутренние работы на строительстве. В марте 1970 года Ленинский Мемориал был сдан Государственной приемочной комиссии. В день Всесоюзного ленинского коммунистического субботника 11 апреля 1970 года самолётом из Софии в дар Ульяновску было привезено 2000 кустов казанлыкской розы, цветы были высажены на территории мемориального комплекса, у подножия здания — 100 елей, доставленных из города Нальчика. Возраст деревьев — 25 лет. Всего на объектах комплекса было высажено около 30 тысяч различных кустарников и деревьев. Комплекс скверов и цветников возле Ленинского мемориала было создано под руководством Т. П. Шафранского. На открытии Мемориала 16 апреля 1970 года присутствовал Генеральный секретарь ЦК КПСС Л. И. Брежнев. За создание Мемориала группе архитекторов, проектантов и строителей была присуждена Ленинская премия. Архитекторы: Б. С. Мезенцев, Г. Г. Исакович, М. П. Константинов, инженеры-строители Л. Б. Фабрикант, И. С. Рогашов, художник Г. И. Опрышко (Торжественный зал). Другая группа была удостоенная Государственной премии РСФСР, многие участники строительства были награждены орденами и медалями СССР. В сооружении Ленинского мемориала участвовал Герой Советского Союза Мытарев Иван Петрович. Также, для участников строительства Мемориала, был учреждён нагрудный значок «Строитель ленинского Мемориального комплекса».
Летом 2017 года Ленинский мемориал был закрыт на капитальный ремонт.

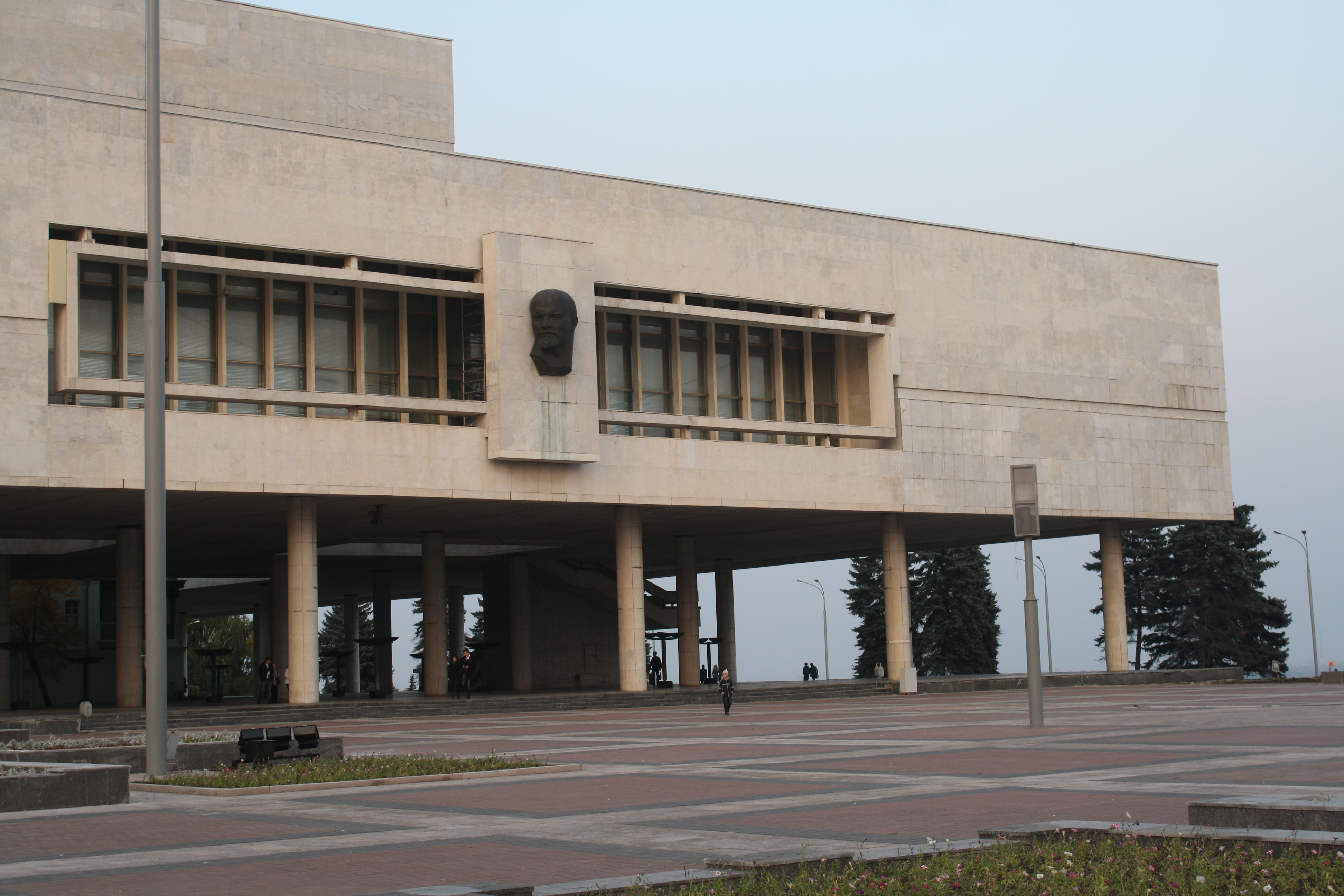
Вид на вход Ленинского мемориала.
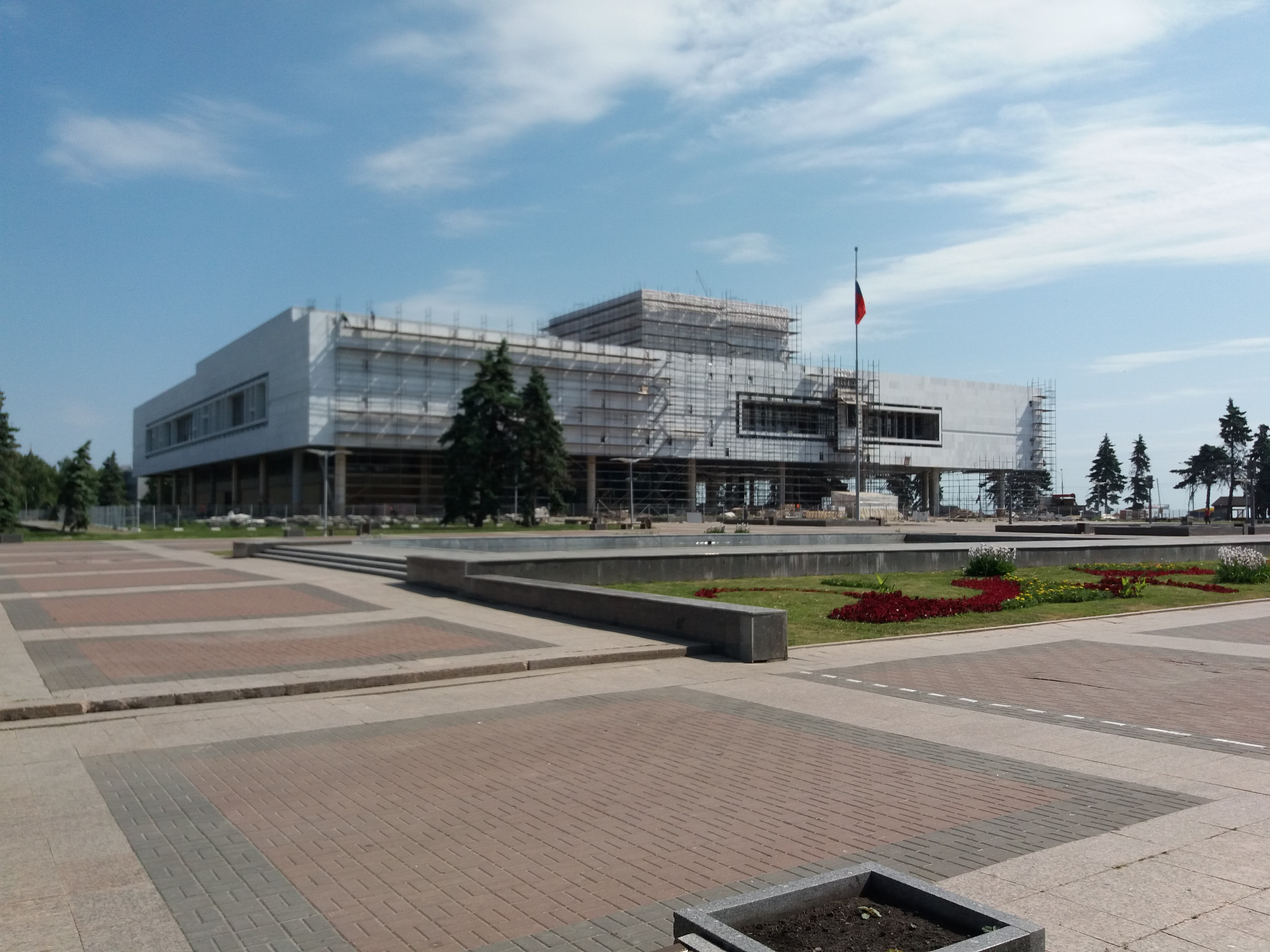
Ленинский мемориал, капитальный ремонт (05.2021).
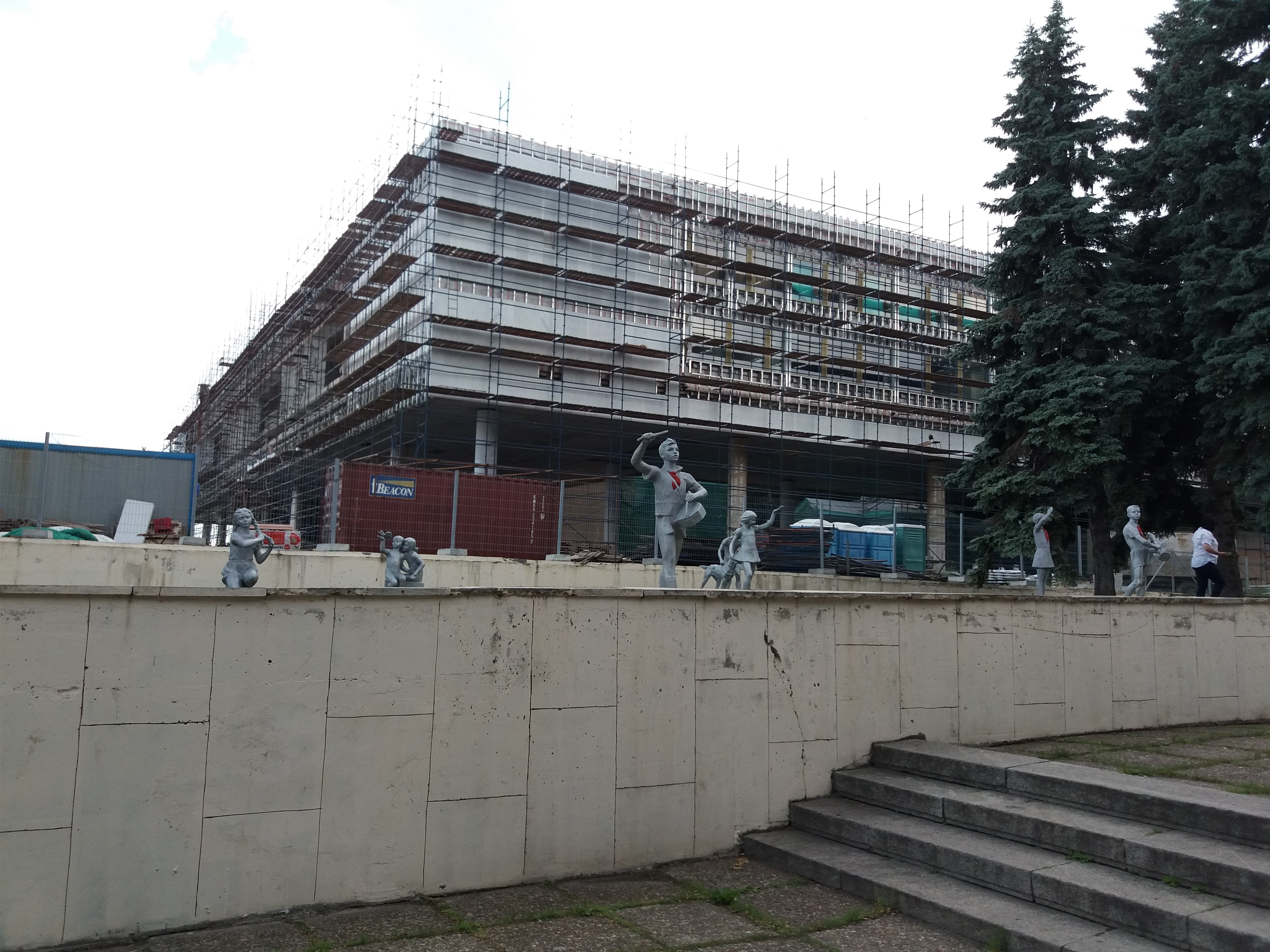
Капитальный ремонт Ленинского мемориала (06.2021).

## Описание центра

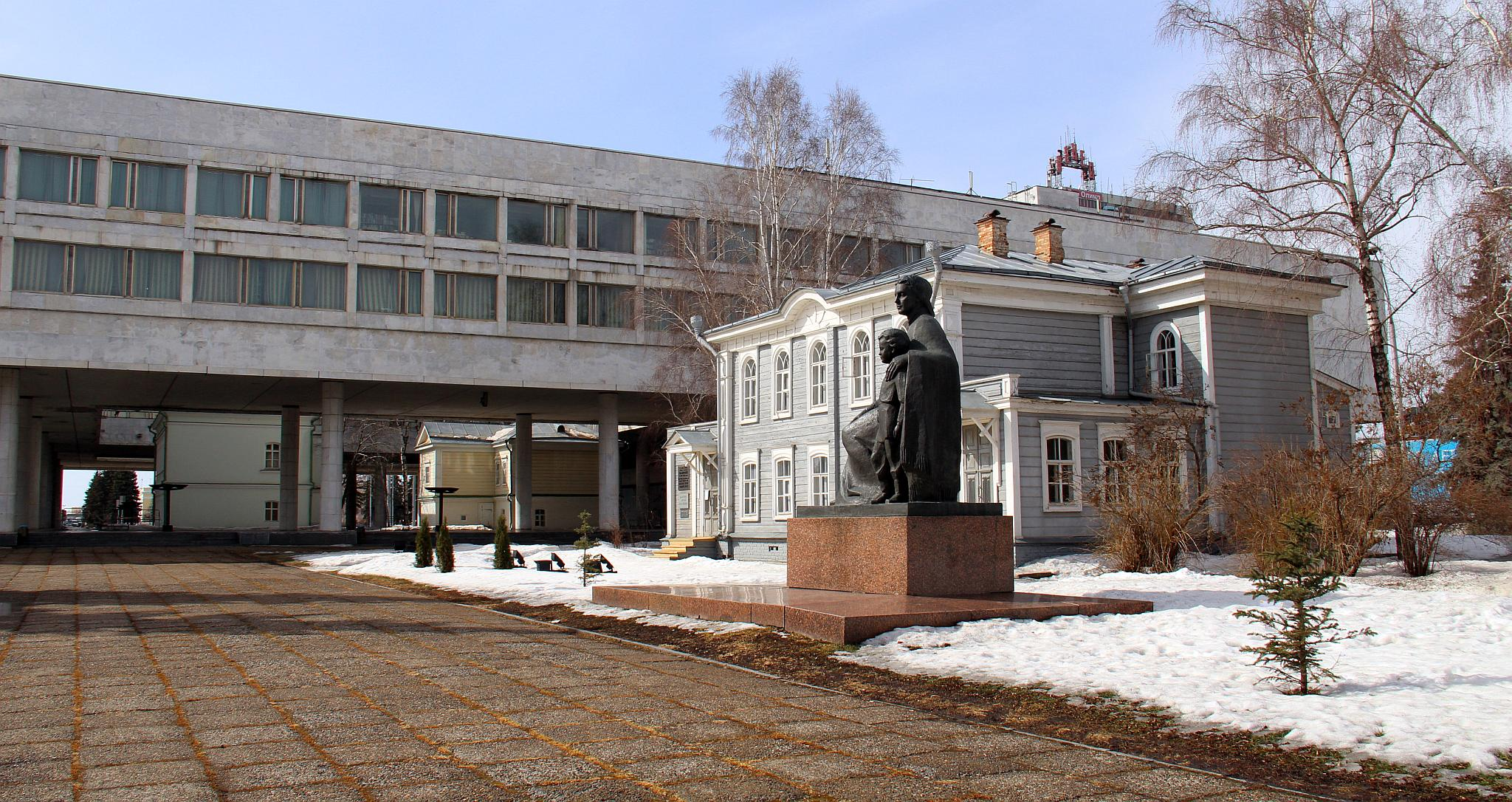
Вид Мемориала с северной стороны

Скульптура «Мария Александровна с сыном Володей» и дом Жарковой.

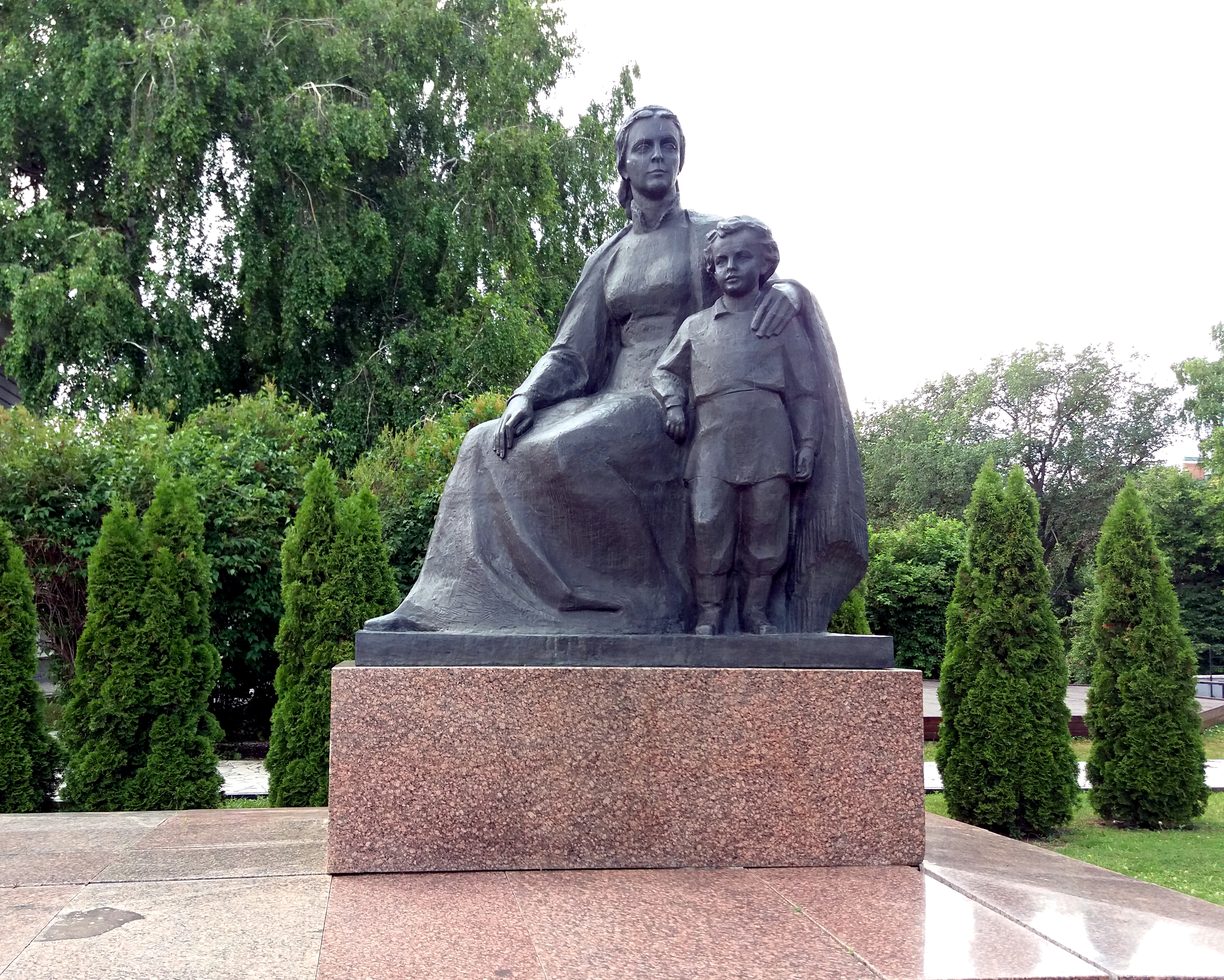
Скульптура М. А. Ульянова с сыном Володей.

Главной частью комплекса является здание Ленинского мемориала. Полезная площадь здания составляет 19,2 тыс. квадратных метров, общий объём — 133 тысячи кубометров. Сооружение имеет форму квадрата со стороной 110 метров и высотой 34 метра. На картуше фасада мемориала — горельеф В. И. Ленина работы Н. В. Томского.
В составе Мемориального центра размещается: музей В. И. Ленина, универсальный киноконцертный зал (Большой зал Ленинского мемориала) и Дом политического просвещения. Кроме этого, в здании располагаются различные лекционные залы, аудитории, кинозалы, библиотеки, кафе и буфеты, а также другие помещения, связанные с размещением различного инженерно-технического оборудования для функционирования здания.
В состав комплекса входят также дом, где семья Ульяновых жила в 1869—1871 гг. и где родился В. И. Ленин (флигель и Дом А. С. Прибыловской), и дом, где они жили в 1871—1875 гг, расположенный севернее здания Мемориала. В доме, где родился В. И. Ленин, создана бытовая экспозиция, отражающая обстановку того времени, такая же экспозиция размещается в доме, где жила семья в 1871—1875 гг. (ныне Квартира-музей семьи Ульяновых). Перед этим домом установлена бронзовая скульптурная композиция «Памятник М. А. Ульянова с сыном Володей» (скульпторы П. Бондаренко, О. Комов, Ю. Чернов, О. Кирюхин).

Площадь имени 100-летия со дня рождения В. И. Ленина (ныне Площадь Ленина) служит местом для проведения различных мероприятий. Площадь вмещает более 50 тысяч человек. На ней проводятся праздничные гуляния, концерты, выставки, шоу, рекламные кампании. Позднее на ней был смонтирован цветомузыкальный фонтан и установлен памятник основателю города Б. М. Хитрово (см. Памятник Б. М. Хитрово).

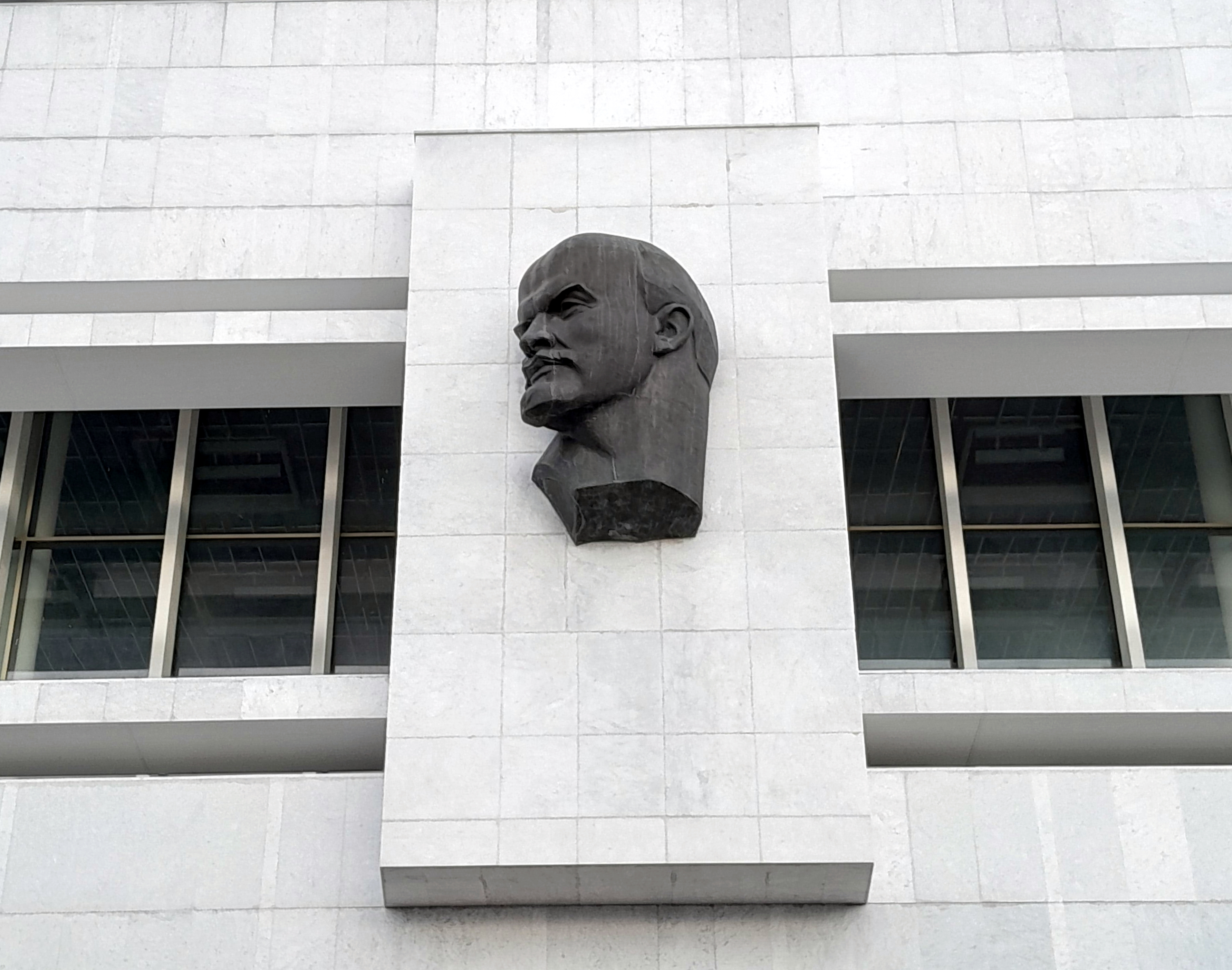
Картуш фасада мемориала.
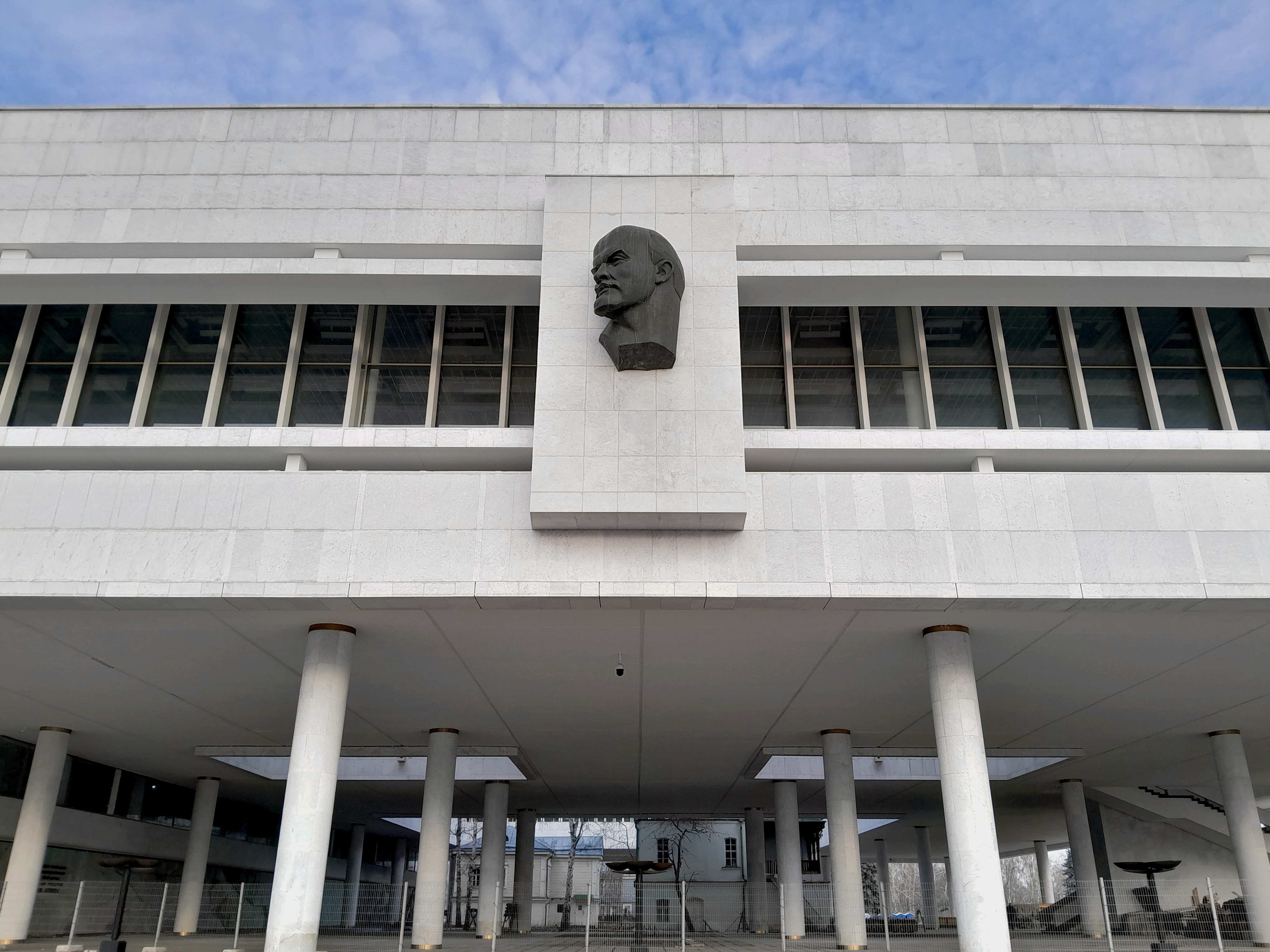
Горельеф В. И. Ленина на фасаде мемориала.

## Музей
Музей занимает все южное крыло здания. Экспозиция второго этажа открывается диорамой Симбирска. Диорама показывает всю улицу Стрелецкую от домов Жарковой и Прибыловской с флигелем до Владимирской водонапорной башни. Диорама составлена на основании более 1000 документов — фотографий и чертежей и представляет не только большой художественный, но и исторический интерес. Вторая, малая диорама, показывает участок Московской улицы с домом Ульяновых. Автором диорам является Е. И. Дешалыт, большое участие в создании диорамы принял местный историк С. Л. Сытин, представивший архивные документы фотографии Симбирска того времени.
Основной экспозиционный зал находится на третьем этаже. Вся экспозиция решена в виде единого информационного пространства, не разделенная на отдельные помещения. В экспозицию входят макеты домов, где бывал В. И. Ленин, стенды с документами и вещами, относящиеся к его деятельности. Стены зала украшены мозаичным панно «Освобождение Симбирска» и витражом из цветного стекла «Родина-мать».
Центральной составляющей зала является Торжественный зал Мемориала, высотой 17 метров. Стены зала украшены золотой смальтой из 60 тысяч стекольных пластинок с прослойкой из тончайших листов золота (художник Г. И. Опрышко). В центре зала стоит пятиметровая скульптура В. И. Ленина из белого уральского мрамора (скульптор П. И. Бондаренко). «Булыжник — оружие пролетариата», автор И. Шадр.

Вид залов музеяСкульптура «Движущие силы Октября», 1970, ск-р О. А. Иконников.
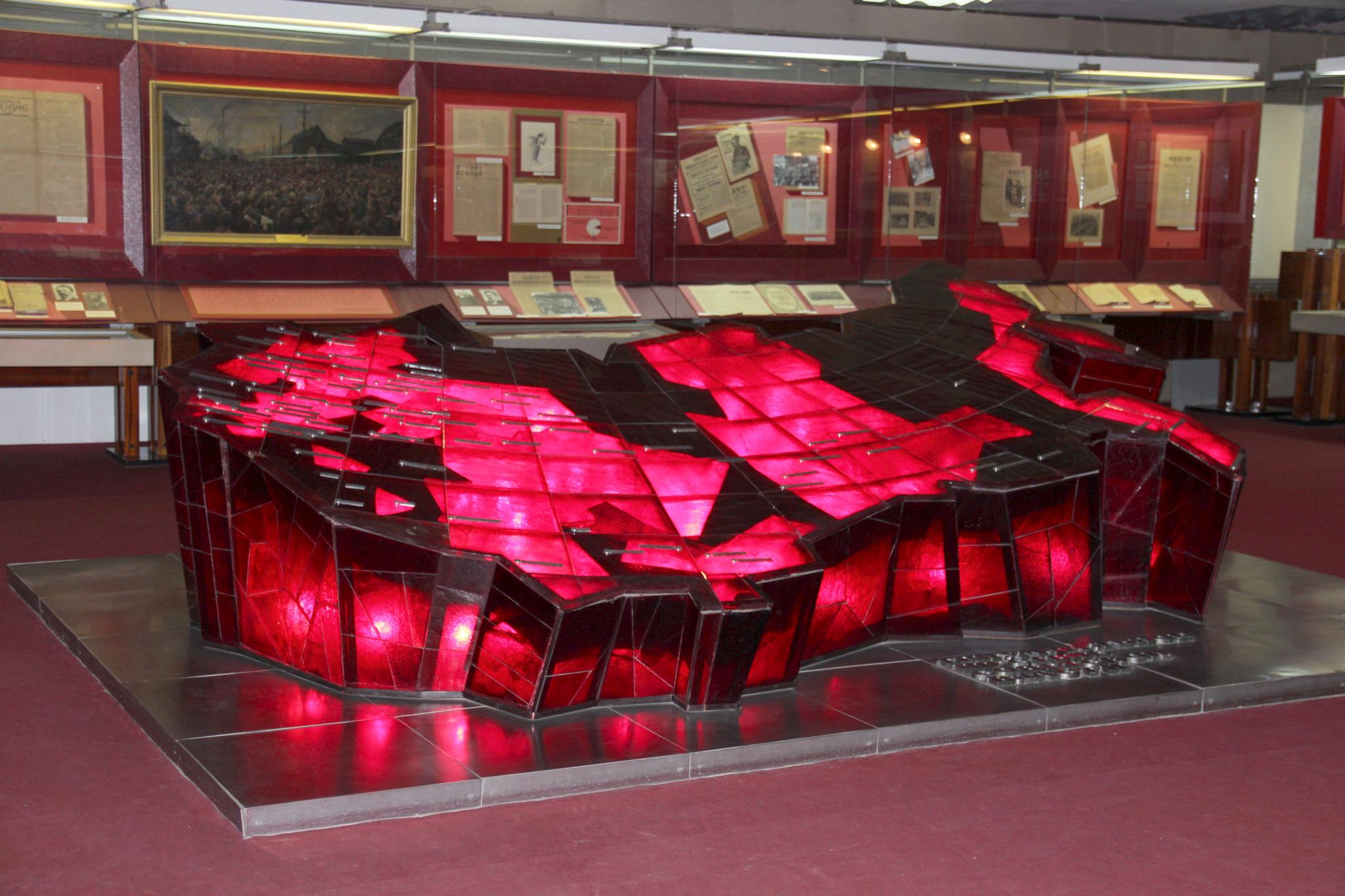
Вид залов музея
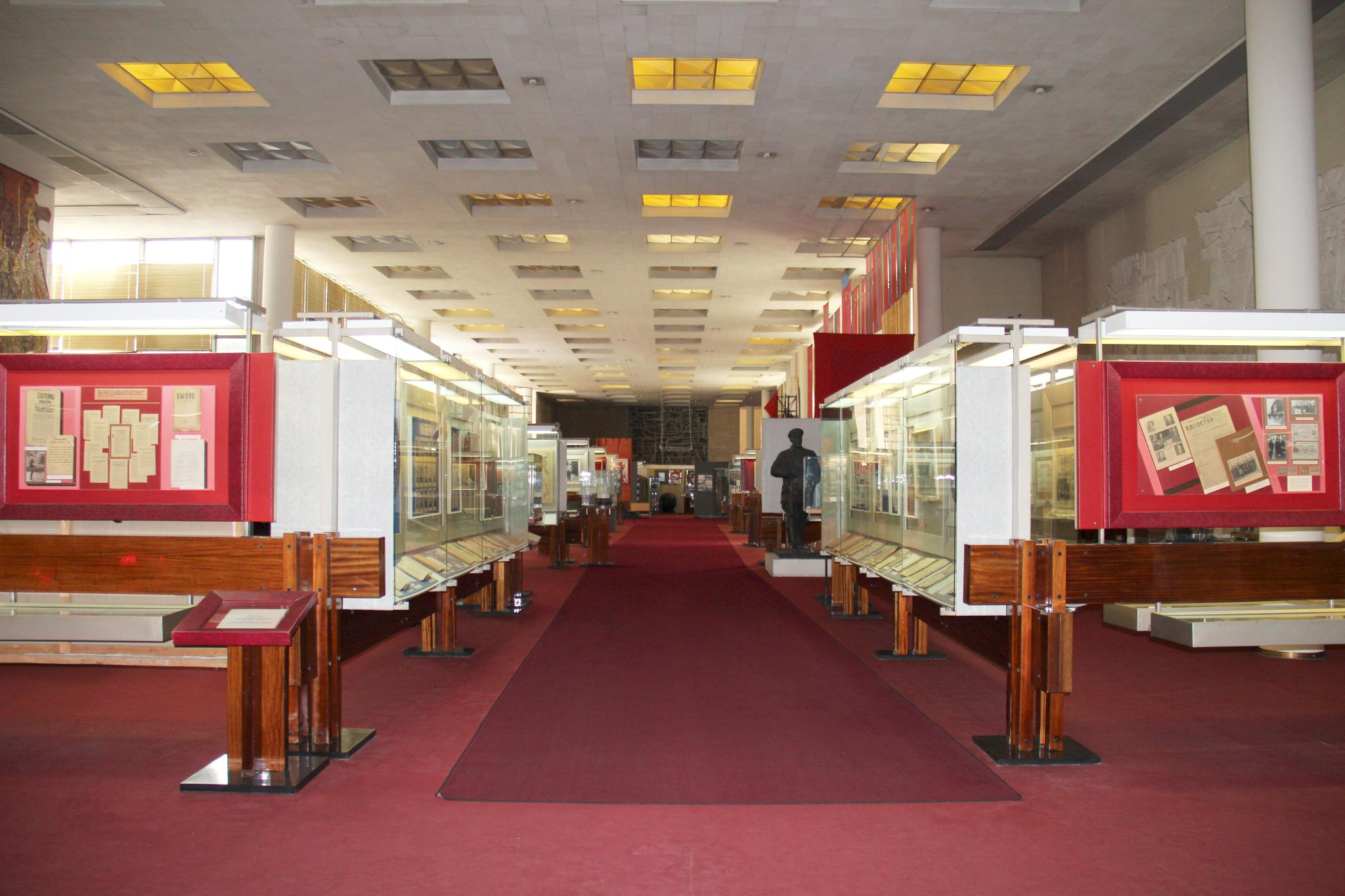
Вид залов музея
Торжественный зал
«Родина—мать». Мозаичный витраж. Автор А. Стошкус.

### Большой концертный зал

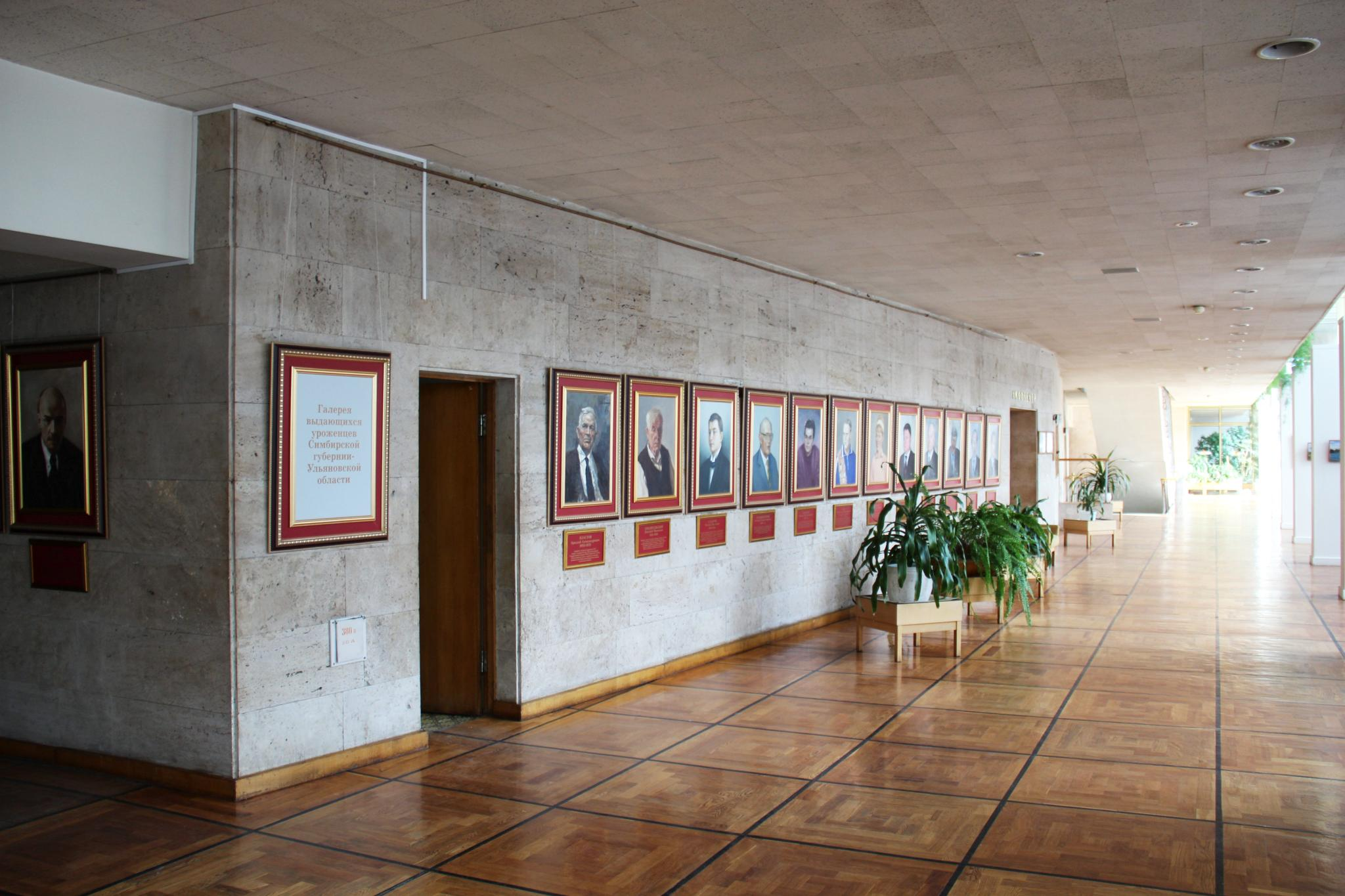
Фойе второго этажа универсального зала

Большой концертный зал Ленинского мемориала (БЗЛМ) — один из лучших универсальных киноконцертных залов страны. Красивый и неповторимый вид придает его отделка из мрамора, дерева ценных пород, ковры, занавес. В зале проводятся торжественные мероприятия города, области и страны, конгрессы, фестивали искусств, концерты артистов зарубежной и отечественной эстрады, демонстрируются фильмы. В большом фойе зала на первом этаже проводятся различные выставки. Зимний сад, расположенный на втором и третьем этажах фойе зала, содержит 6 тысяч экземпляров растений 125 видов.

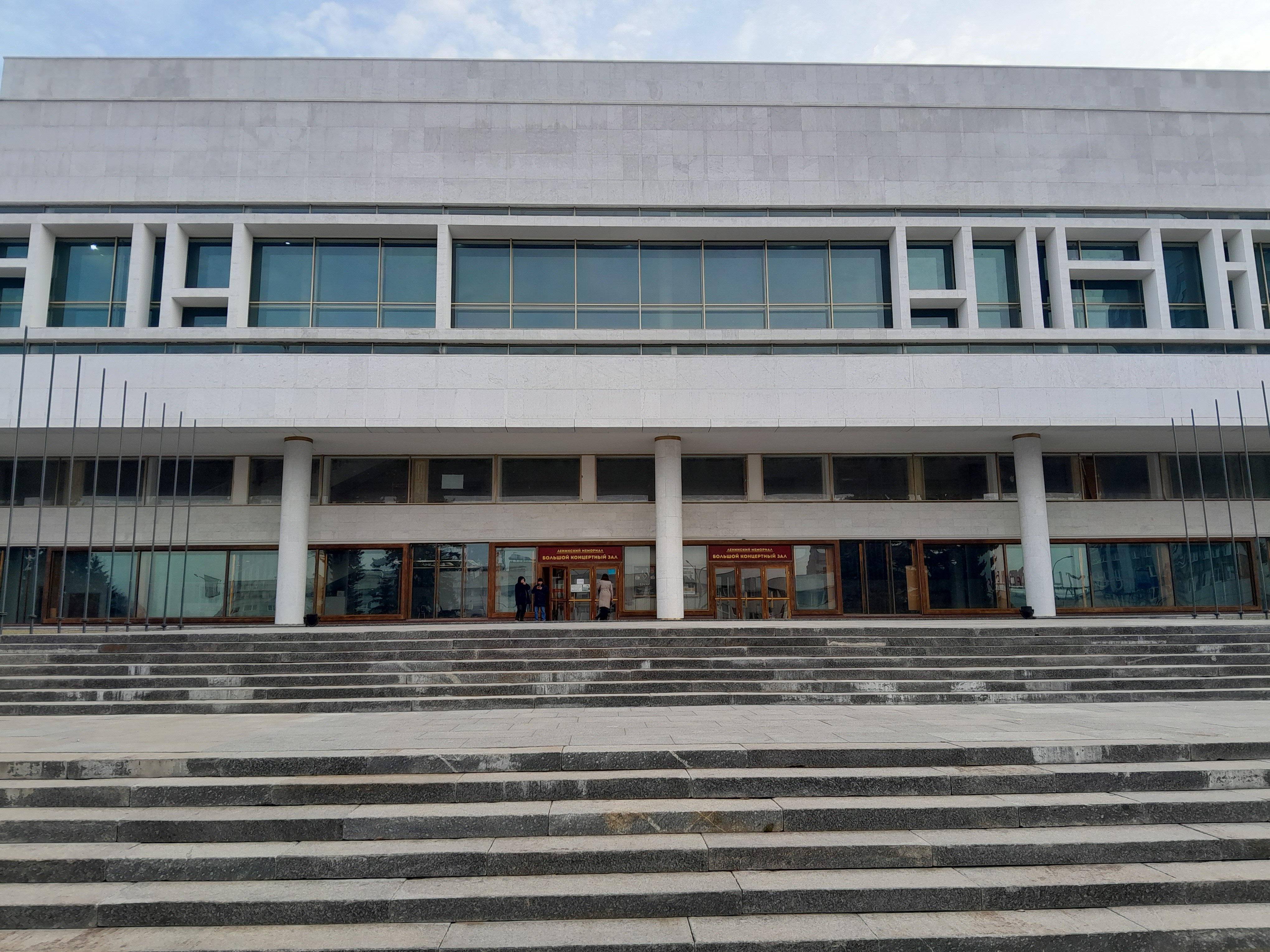
Большой зал Ленинского мемориала.
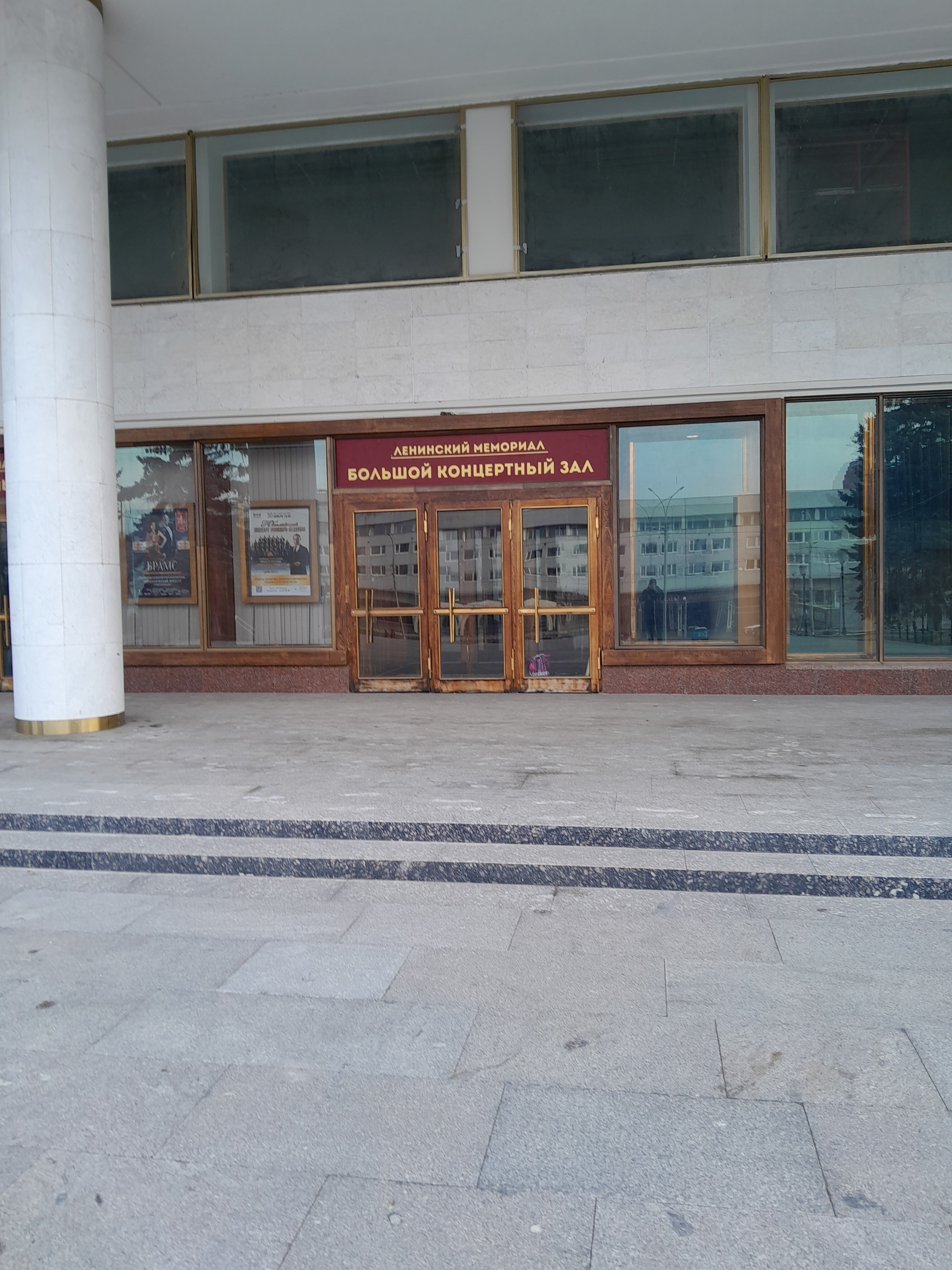
Вход в Большой зал Ленинского мемориала.

### Дом политического просвещения
Дом политического просвещения действовал на территории Мемориального центра до начала 1990-х годов. В нём размещались учебные и служебные кабинеты, аудитории и конференц-зал. В доме функционировал Университет марксизма-ленинизма, работали различные выставки, проводились конференции, семинары и курсы партийного и общественного направления. Позднее дом был отдан редакциям нескольких газет и журналов Ульяновска, а затем в нём расположился Государственный архив Ульяновской области.

### Архитектурный ансамбль

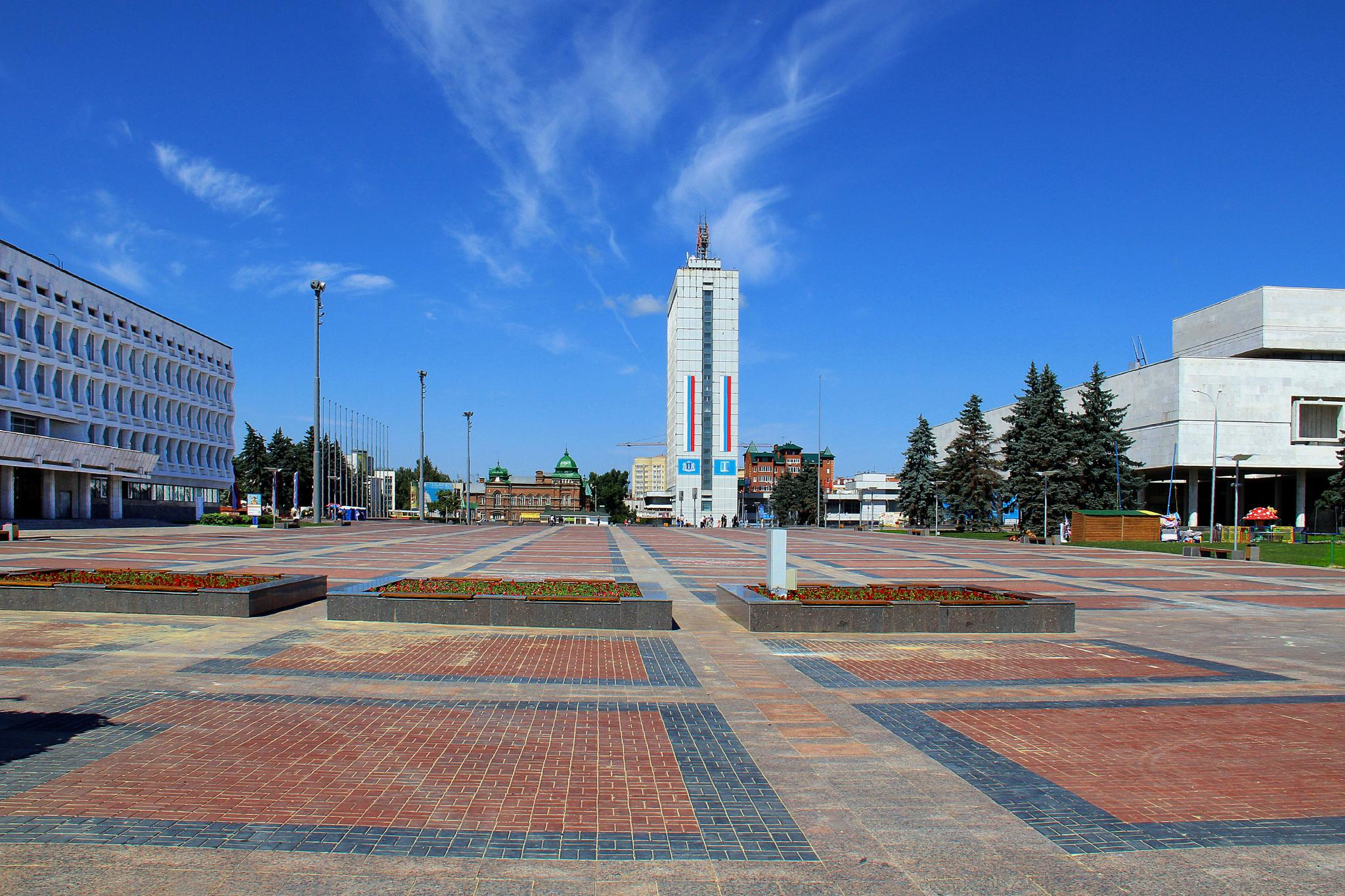
Площадь имени 100-летия со дня рождения В. И. Ленина

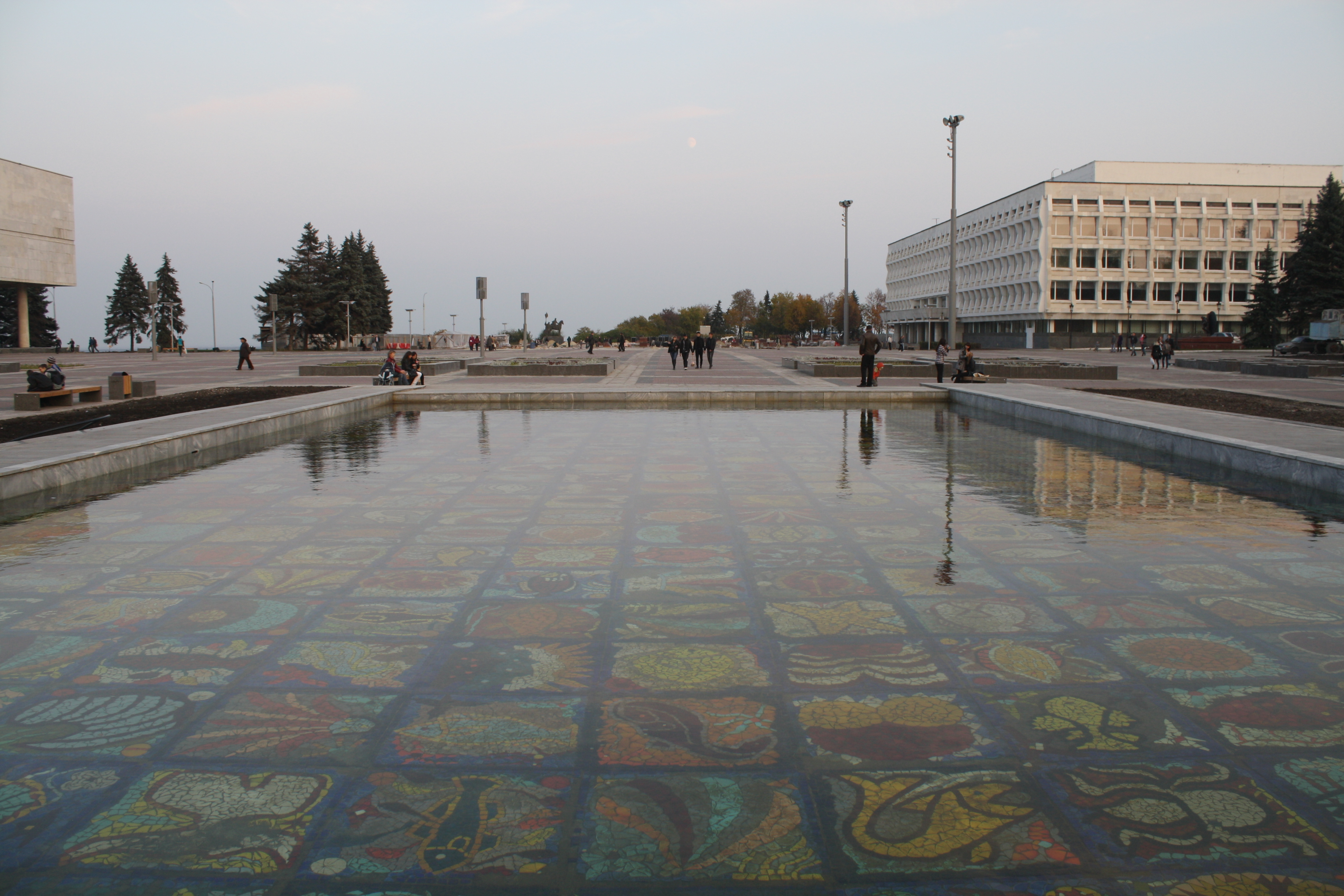
Мозаичный бассейн «Морское дно». Автор Зураб Церетели.

Здание Мемориального центра является главной составной частью архитектурного ансамбля, созданного к 100-летнему юбилею В. И. Ленина и названная «Площадь имени 100-летия со дня рождения В. И. Ленина» (ныне Площадь Ленина). В этот ансамбль также вошли вновь образованная площадь, высотная гостиница «Венец», новый корпус педагогического института и эспланада, соединившая площадь Ленина (ныне Соборная площадь) с новой площадью. В ансамбль вошёл мозаичный бассейн «Морское дно», площадью 720 м². Автором мозаики, заполняющей дно бассейна, является Зураб Церетели.

## Парк Дружбы народов

Вид на парк с высоты птичьего полёта.

См. статью: Парк Дружбы народов (Ульяновск)
В середине 1960-х годов, в преддверии празднования 100-летия со дня рождения В. И. Ленина, началась разработка проекта парка, который должен был располагаться на берегу реки Волги.
Разбивка парка началась в 1969 году с высадки на бровке Венца кустов барбариса в виде надписи «ЛЕНИН», ставшей впоследствии визитной карточкой города. Обустройство верхней части парка, партера, было завершено к 23 апреля 1970 года. На газоне, разделённом на 15 участков, каждая из республик разместила скульптуры, разбила цветники, подчеркнув свою уникальность и индивидуальность: лихой джигит бил в бубен, девушка-молдаванка присела с кувшином у ручья, бронзовые птицы парили в медленном танце… Настоящей гордостью и своеобразным символом этой части «Дружбы народов» стала скульптура «Зубр», представленная на участке Белоруссии и возвышавшаяся над клумбой, высаженной в виде карты республики.
Нижнюю часть ПКО планировалось обустроить к 1972 году, к 50-летию образования СССР, но сроки сдвинулись до 1974 года. По проекту планировалось воссоздать на каждом из участков подлинную растительность того или иного региона, однако из-за особенностей климата этого сделать не удалось.
На волжском косогоре, амфитеатром спускающимся от мемориального центра к Волге, был заложен большой, площадью 40 гектаров, парк. Начинается парк ярко-зелёным газоном, на котором темный кустарник образует крупные буквы, складывающие слово «Ленин».
Первоначально парк имел ухоженный и красивый вид, разделенный на пятнадцать участков вдоль аллеи. Каждый участок представлял одну из республик СССР и содержал скульптуры или архитектурные малые формы, украшенные зелеными насаждениями, присущие данной республике.
3 октября 1974 г. появилось решение горисполкома «Об утверждении трассы канатной дороги из района Ленинского мемориала в парк „Союзных республик“». Однако по техническим причинам осуществить не получилось. Канатная дорога длиной 562 м была пущена лишь в 1988 г. и закрыта в 2008 г. из-за технического износа.
В начале 1990-х гг. парк был разграблен и прекратил своё существование, сохранились лишь отдельные элементы. Было несколько попыток возродить парк в достойном виде, однако до настоящего времени этого не произошло. Парк культуры и отдыха Дружбы народов является ООПТ местного значения.

## Интересные факты
- 16 апреля 1970 года на открытии Мемориала присутствовал Генеральный секретарь ЦК КПСС Л. И. Брежнев[43].
- 29 октября 1970 года Мемориал посетил Первый секретарь ЦК МНРП, Председатель Совета Министров МНР Юмжагийн Цеденбал[44].
- 22 мая 1973 года Ленинский мемориал посетил председатель Совета Министров РСФСР Михаил Сергеевич Соломенцев[45].
- 4 июня 1975 года в Мемориале побывал известный английский писатель, лауреат Международной Ленинской премии «За укрепление мира между народами» Джеймс Олдридж с супругой[46].
- 10 июня 1975 года Ленинский мемориал посетил член Политбюро ЦК КПСС, секретарь ЦК КПСС Суслов, Михаил Андреевич.[47]
- 8 октября 1975 года Ленинский мемориал посетил глава ГДР Эрих Хонеккер[48].
- 3 июня 1977 года музей посетила партийно-правительственная делегация Народной Республики Болгарии во главе с Тодором Живковым[49].
- 6 ноября 1977 года музей посетил президент Финляндской республики Урхо Калева Кекконен[50].
- В 1977 году музей посетил первый секретарь ЦК КП Азербайджанской ССР Гейдар Алиев и первый секретарь Социалистической партии Франции, будущий президент страны, Франсуа Миттеран[51].
- 14 июля 1978 года ленинские места города посетил Председатель Совета Министров СССР А. Н. Косыгин[52].
- 3 июня 1982 года в Мемцентре побывала партийно-правительственная делегация Чехословакии во главе с генеральным секретарем ЦК КПЧ, президентом ЧССР Густавом Гусаком[53].
- 1 марта 1986 года Мемориал посетил председатель Совета Министров Венгерской Народной Республики Дьёрдь Лазар.
- 7 июля 2002 году Президент РФ В. В. Путин посетил Ленинский мемориал[54].
- С 3 по 9 мая 2003 года в Большом зале Ленинского Мемориала прошли финальные поединки Чемпионата России по боксу среди мужчин[55].
- С 22 апреля 1980 года до октября 1991 года у дома, где родился Ленин, существовал Пост № 1[56].
- 26 мая 2018 года в Мемориале состоялся открытие Х Международного фестиваля кино- и телепрограмм для семейного просмотра имени Валентины Леонтьевой «От всей души»[57][58].

## Известные работники музея
- Томуль Антонина Ивановна ― советский и российский хозяйственный деятель, краевед, директор Ульяновского филиала Центрального музея В. И. Ленина (1974—1984), почётный гражданин Ульяновской области (2004).
- Трофимов Жорес Александрович — русский советский писатель, историк, прозаик и краевед, кандидат исторических наук, полковник. Член Союза журналистов России и Союза писателей России. Почётный гражданин Ульяновской области (2003).
- Устюжанинов Анатолий Иванович — советский и российский актёр театра и кино. Народный артист РСФСР.
- Сверкалов Владимир Николаевич — Почётный гражданин Ульяновской области, с 1986 г. руководил лекторской группой Ульяновского филиала Центрального музея В. И. Ленина[59].

## Музей в филателии
- В 1954 году Почта СССР выпустила марку, посвящённую «30 лет со дня смерти В. И. Ленина», на которой изображён Дом-музей В. И. Ленина[60].
- В 1959 году — почтовая марка № 2319. 10 к. — Памятник В. И. Ленину в Ульяновске (скульптор М. Манизер, арх. В. Витман). Открыт в 1940 г. (В настоящее время монумент входит в комплекс Ульяновского музея-мемориала В. И. Ленина)[61];
- В 1967 году — почтовая марка № 3480. 3 к. — Памятник В. И. Ленину в Ульяновске (скульптор М. Манизер, арх. В. Витман). Открыт 22.04.1940 г.[62];
- 1969 г. № 3735. 4 к. — Ульяновск (б. Симбирск). Дом, где прошло раннее детство В. И. Ленина (до 1875 г.). Слева — теплоход на Волге[63];
- 1969 г. № 3736. 4 к. — Ульяновск (б. Симбирск). Дом семьи Ульяновых, 1878—1887 гг. Ныне — Дом-музей В. И. Ленина (вид со двора). Слева — здание гимназии, в которой учился Володя Ульянов (ныне ордена Ленина средняя школа № 1)[64];
- 1971 г. № 3996. 4 к. — Ленинский Мемориал (архитектор Б. Мезенцев, М. Константинов и Г. Исакович), воздвигнутый к 100-летию со дня рождения В. И. Ленина[65].
- 1990 г. № СК5594. 5 к. — марка из серии 120 лет со дня рождения В. И. Ленина: УЛЬЯНОВСК, ФИЛИАЛ ЦМЛ (Ленинский мемориал)[66].
- 22 мая 1957 года вышел художественный маркированный конверт (ХМК), на котором изображён Дом-музей В. И. Ленина в Ульяновске (худ. А. Ольхова) (повторён в выпуске 4.03.1960 г. в серии конвертов «По Ленинским местам»).
- 1971 г. — Министерство связи СССР. Ленинский мемориал в Ульяновске. Художественный немаркированный конверт первого дня франкирован маркой № 3924 (Загорский), штемпель гашения первого дня (художник Е. Гундобин).
- 28.05.1974 г. — ХМК. Ульяновск. Скульптура «Мария Александровна Ульянова с сыном Володей» (Художник/фотограф: Зайцев Л.).
- В 1976 году — Конверт почтовый маркированный художественный. Ульяновск. Скульптура «Мария Александровна Ульянова с сыном Володей». (художник Л. Зайцев) (повторён в 1985 г.).
- 11.08.1976 г. — ХМК. г. Ульяновск. Ленинский мемориал (художник — Н. Музыкантова).
- ХМК СССР, 1979. Ленинский мемориал.
- 20.02.1980 г. — ХМК СССР. Ульяновск. Ленинский мемориал.
- 1984 г. — ХМК. Ульяновск. «Филателистическая выставка „Большая Волга — 85“», Ульяновск. (на фоне: «Скульптурная группа М. А. Ульянова с сыном Володей»).
- 1984 г. — ХМК СССР. Ульяновск. Ленинский мемориал. Дом, где родился В. И. Ленин[67].
- 1990 г. № СК5594. 5 к. — марка из серии 120 лет со дня рождения В. И. Ленина: Ульяновск, Филиал ЦМЛ (Ленинский мемориал).
- В 2020 г. — Министерство связи России выпустило ХМК. Ульяновск. 50 лет со дня открытия Ленинского мемориала[68].

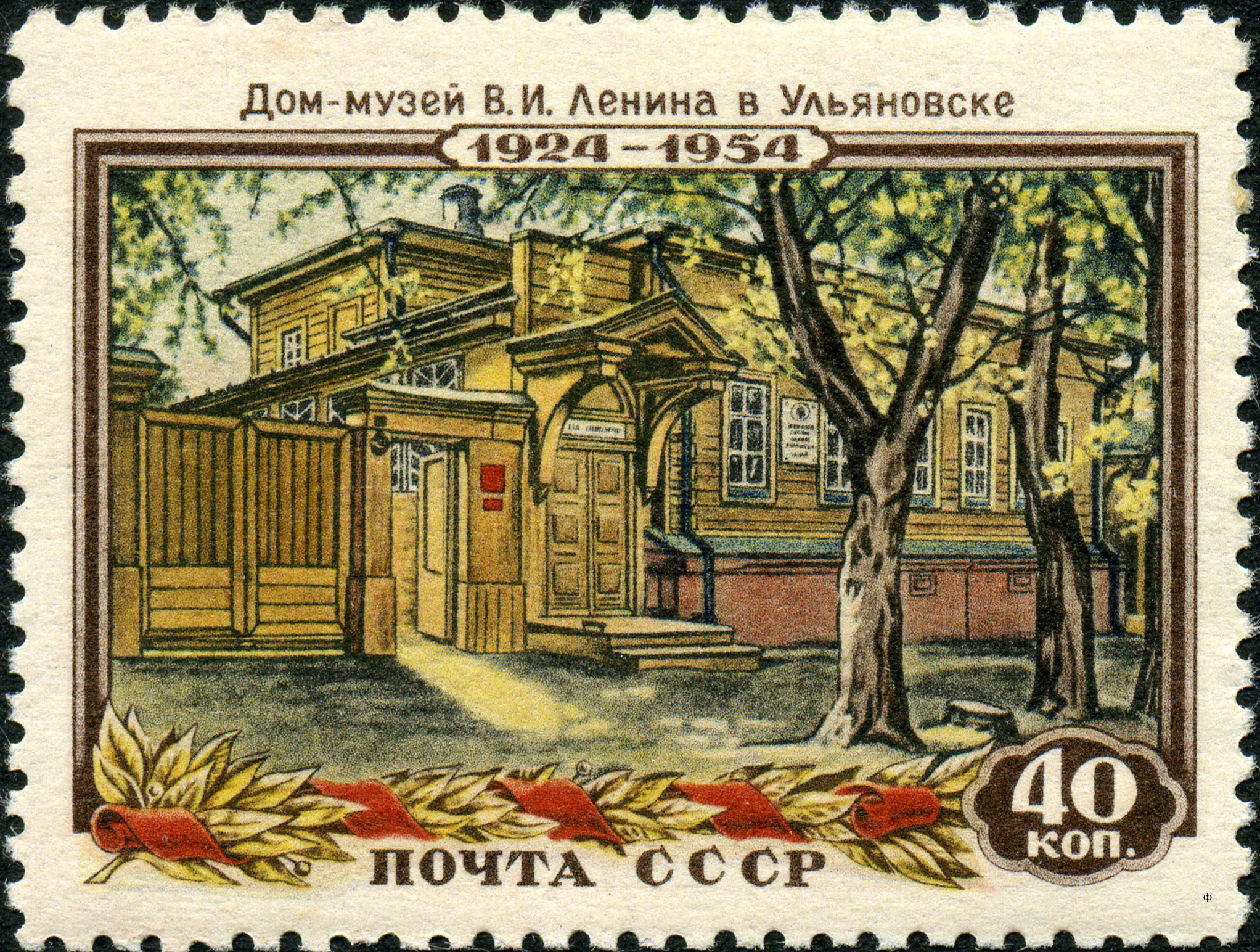
Почта СССР 1954 г. Дом-музей В. И. Ленина в Ульяновске.
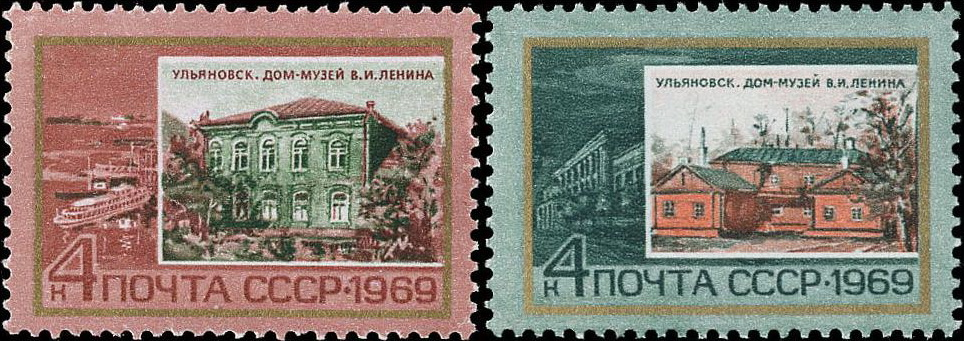
Почта СССР 1969 г. ( №3735-3736 ЦФА). Ульяновск. Дом-музей В. И. Ленина.
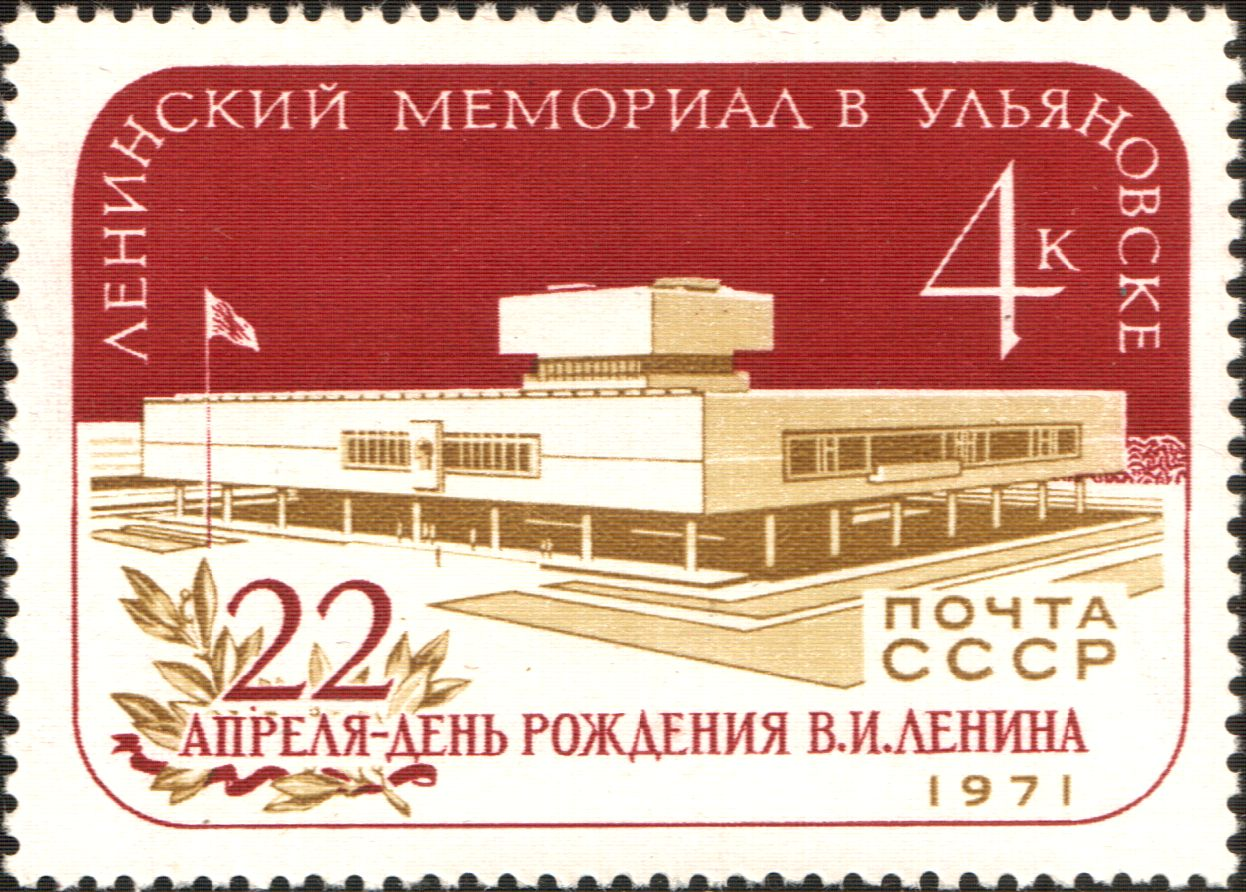
Почта СССР. 1971 г. № 3924. Ленинский мемориал в Ульяновске.
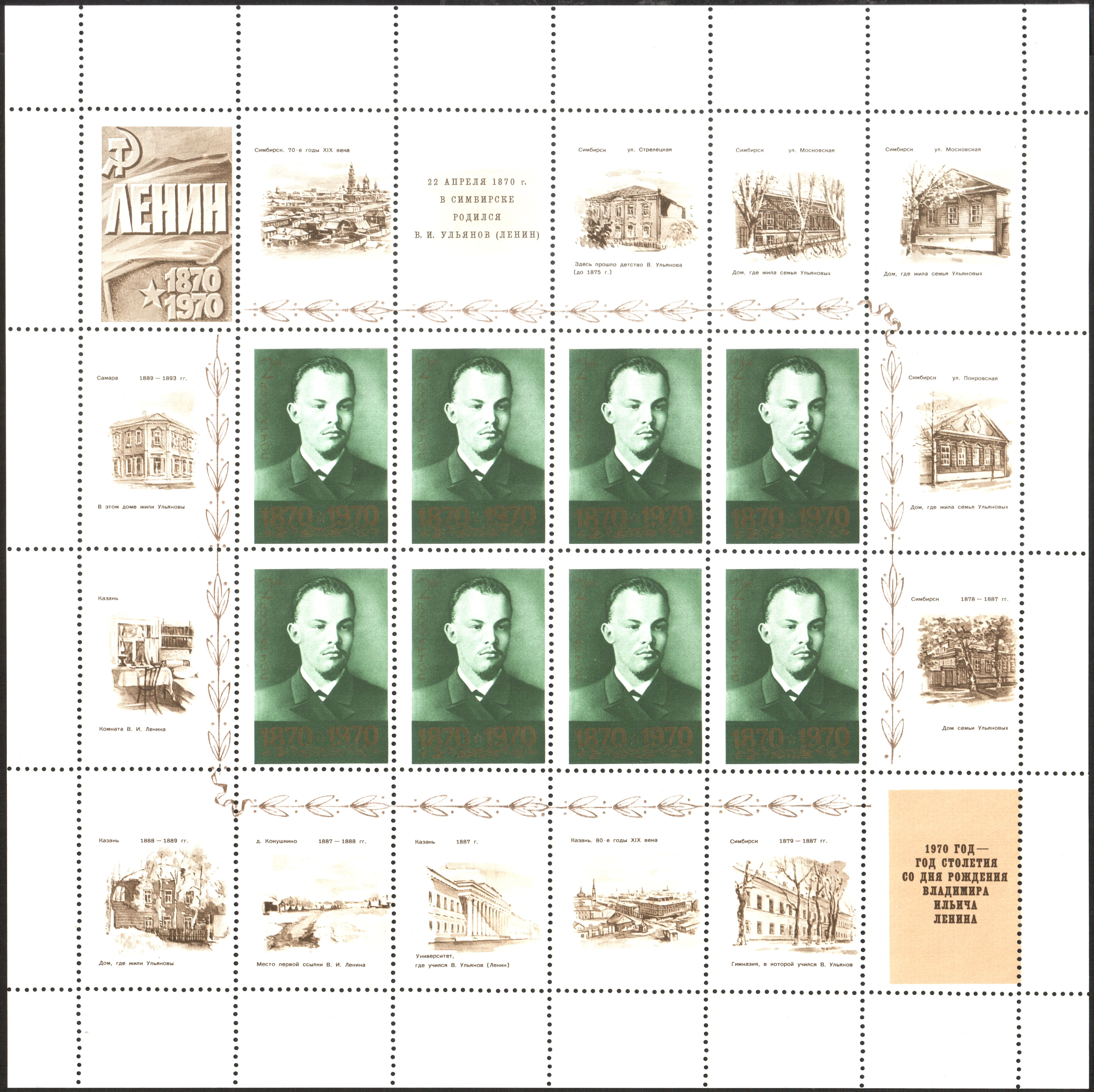
Малый лист Почты СССР, 1970 г. На купонах — Дома-музеи В. И. Ленина (Симбирск).
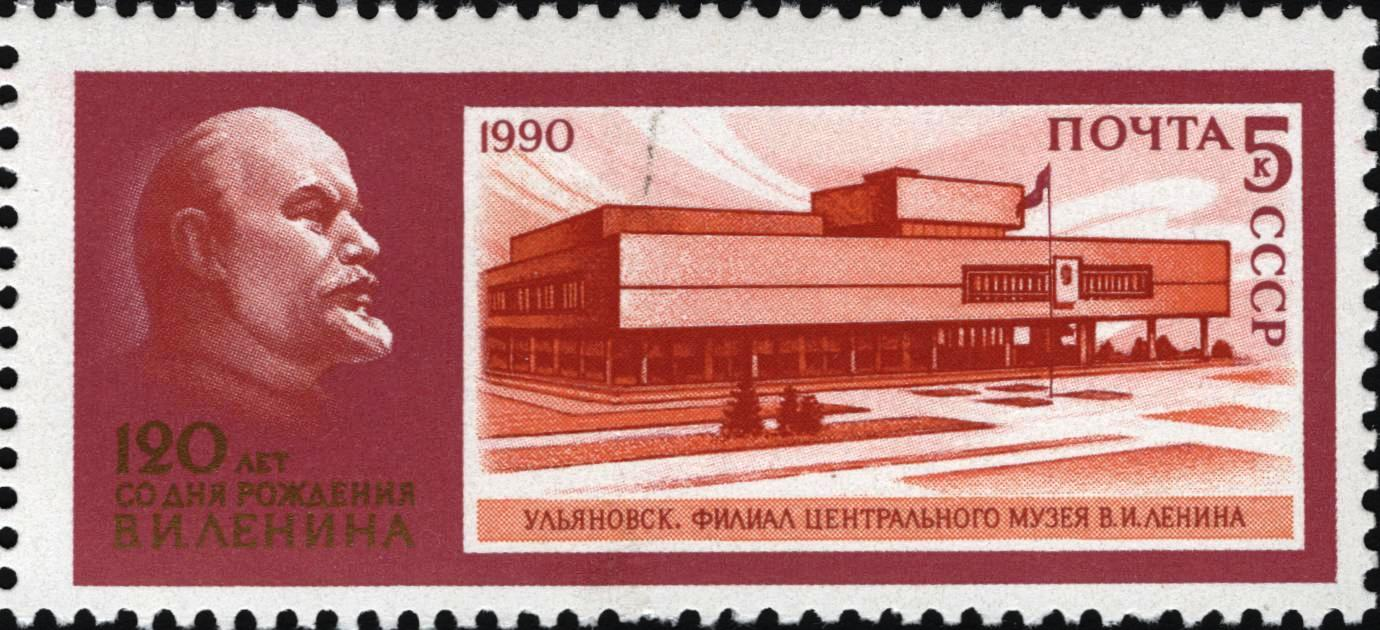
Почта СССР 1990 г. Ульяновск. Филиал ЦМЛ В. И. Ленина.
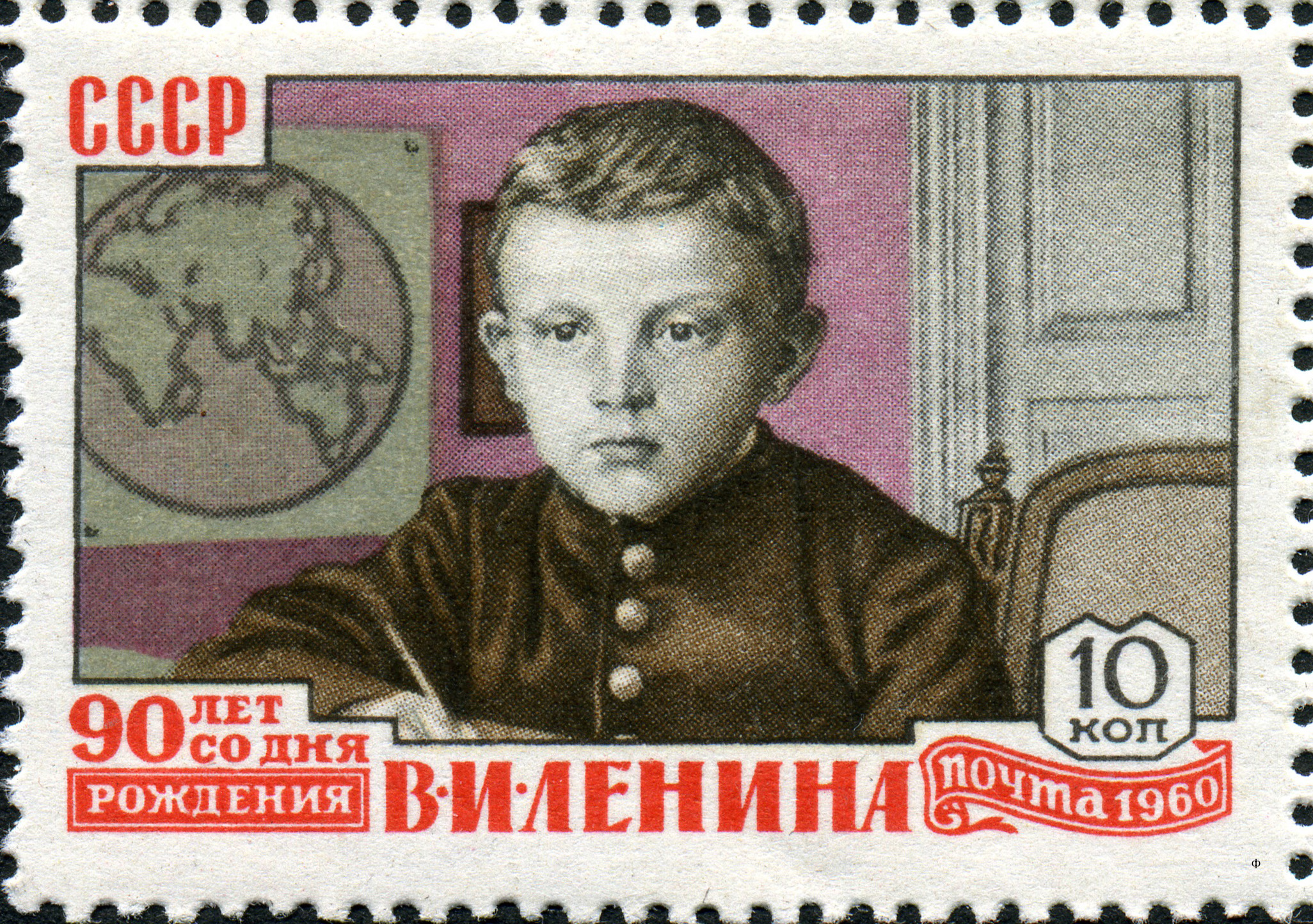
Марка СССР, 1960 г. Ленин-гимназист учит уроки (ныне Дом-музей).
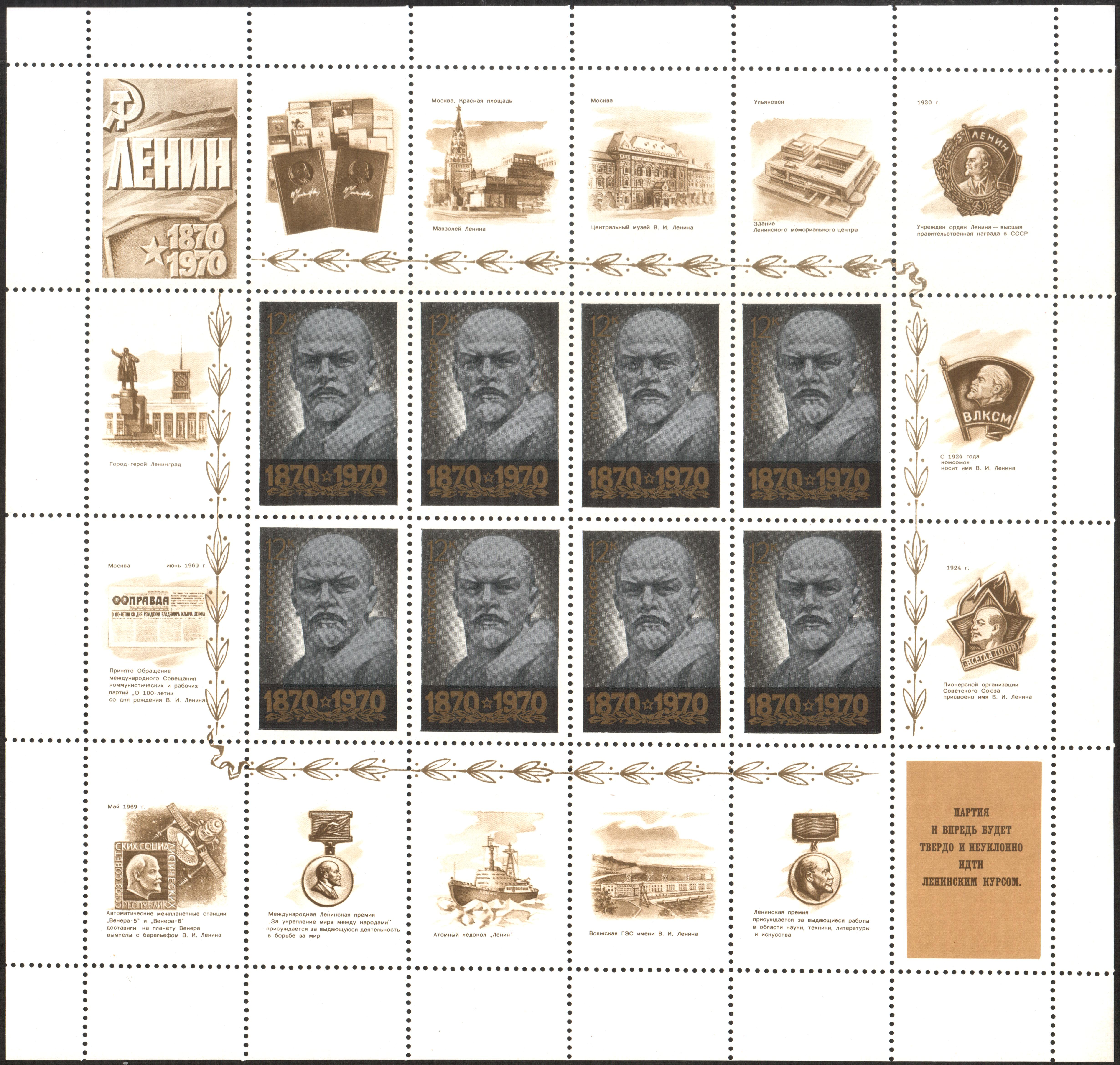
Малый лист Почты СССР, 1970 г. На одном из купонов изображено здание Мемцентра.
КПД СССР, 1971 г. Ленинский мемориал в Ульяновске со спецгашением.
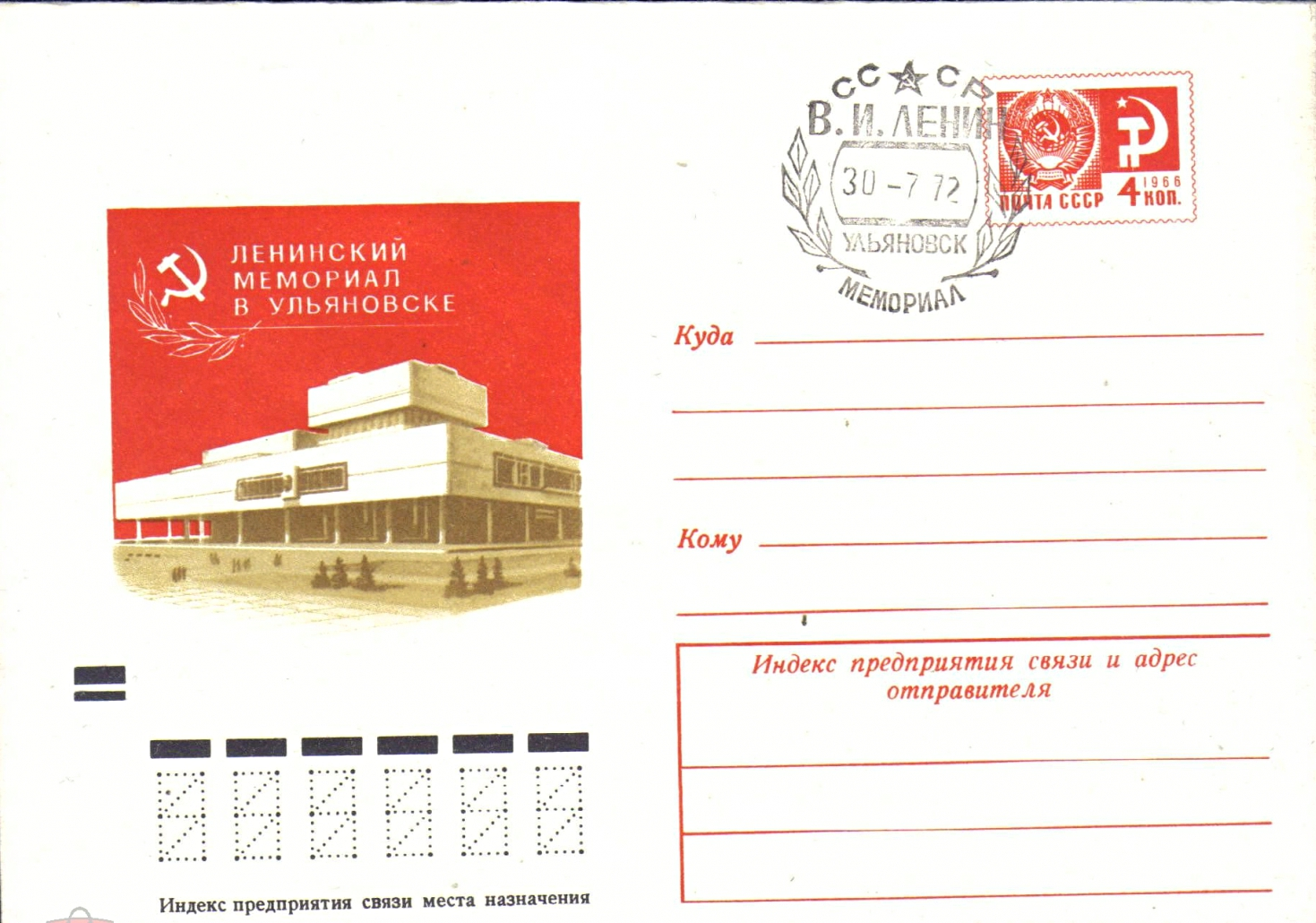
ХМК СССР, 1971. Ленинский мемориал в Ульяновске.
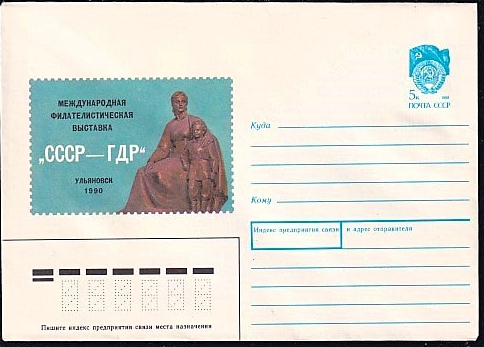
ХМК СССР, 1989 г. Международная филвыставка «СССР—ГДР». Ульяновск. Скульптура М. А. Ульянова с сыном Володей.
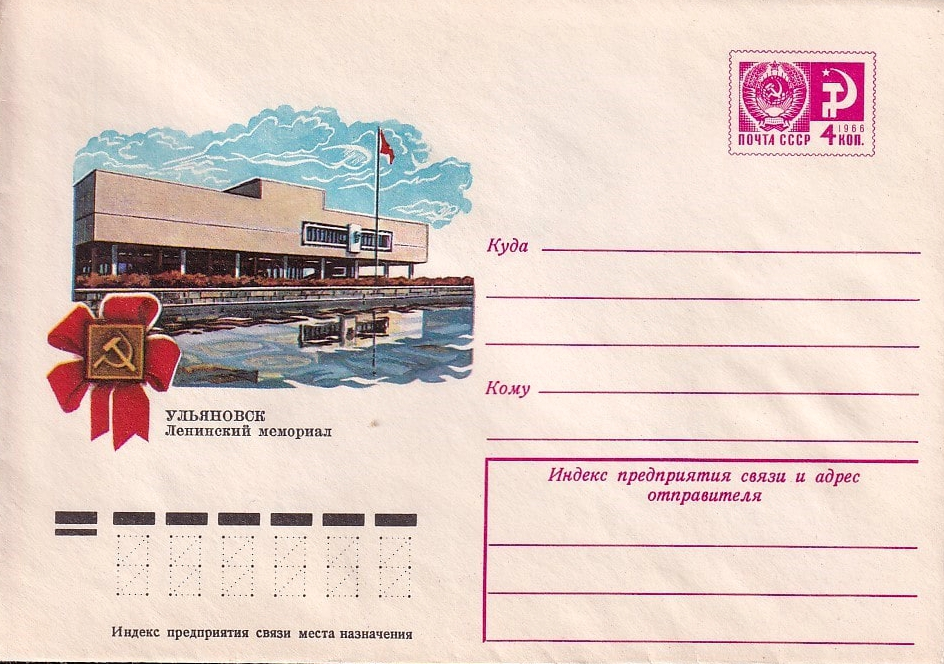
ХМК СССР, 1976. Ульяновск. Ленинский мемориал.
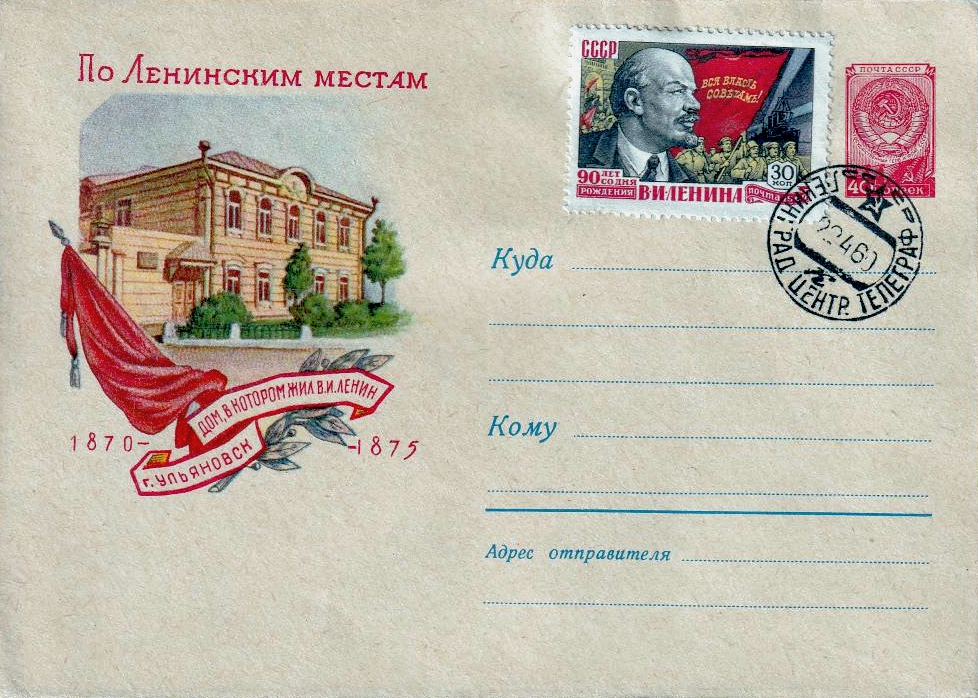
ХМК СССР, 1960 г. По Ленинским местам. Ульяновск - со спецгашением.
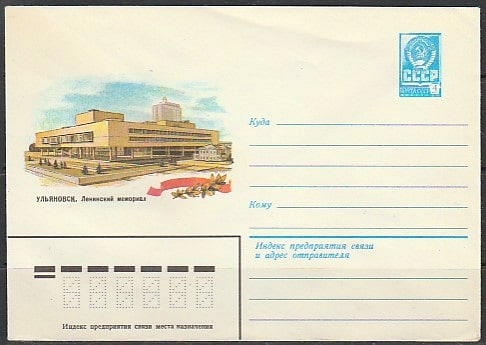
ХМК СССР, 1981. г. Ульяновск. Ленинский мемориал.
ХМК СССР, 1969. Ульяновск. Дом, где прошло детство В. И. Ленина.
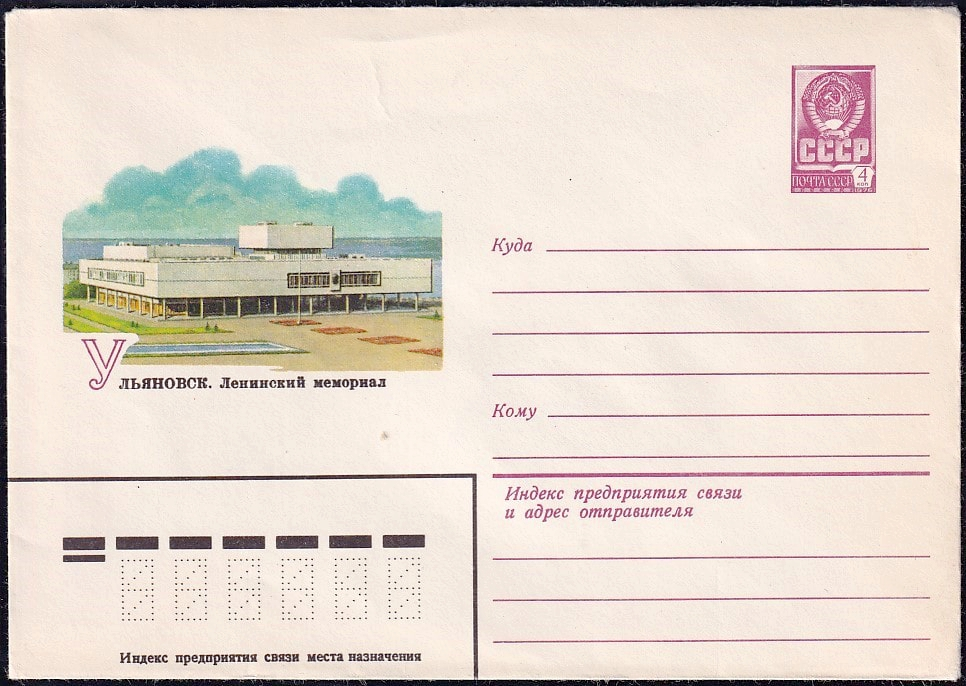
ХМК СССР, 1980 г. Ульяновск. Ленинский мемориал.
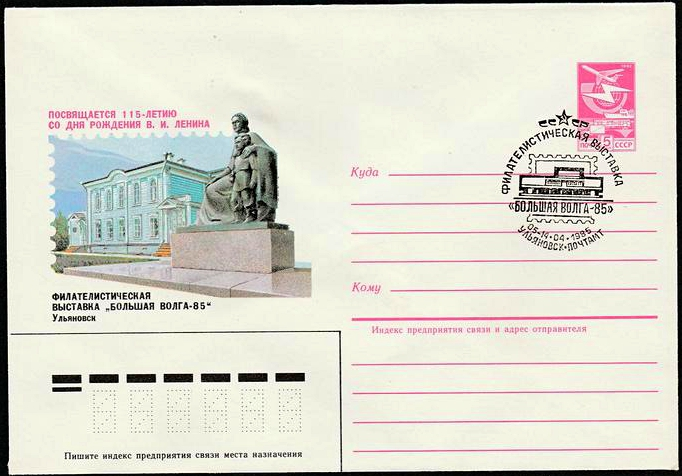
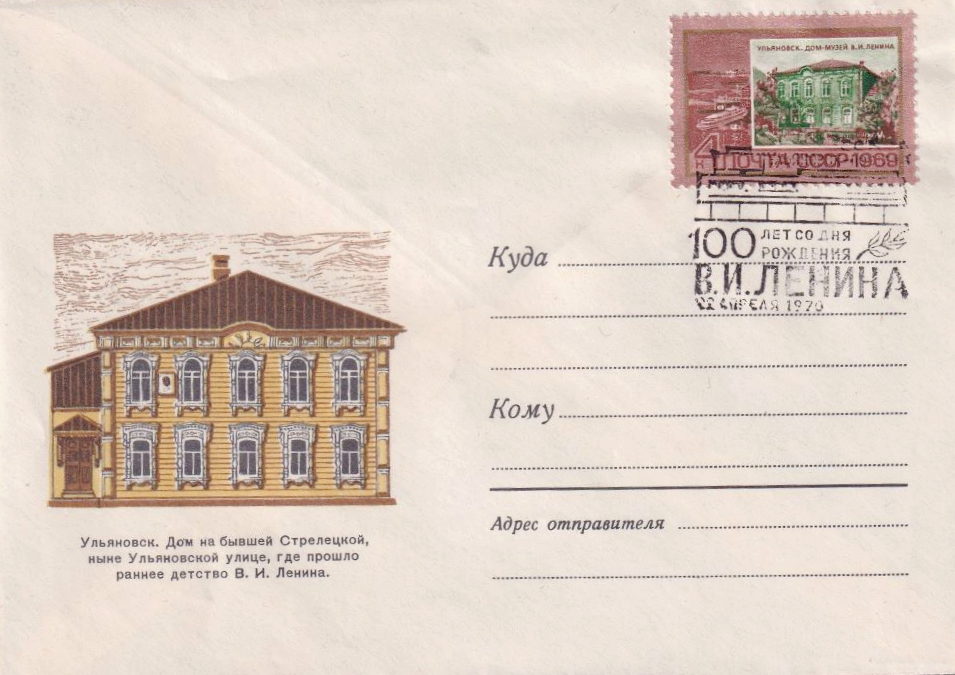
ХМК СССР, 1970 г. Ульяновск, Дом, где прошло детство В. Ленина. СГ: «100 лет со дня рождения Ленина».
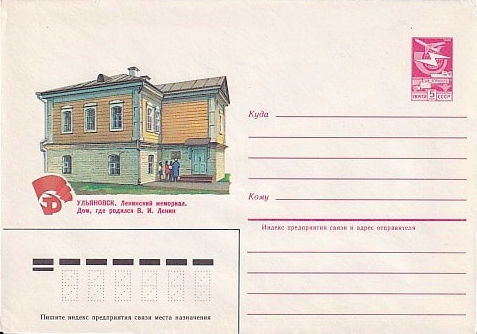
ХМК СССР, 1984. Ульяновск. Дом, где родился В. И. Ленин.
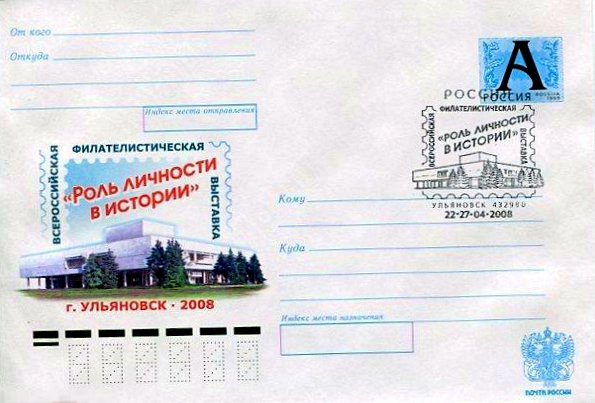
ХМК РФ, 2008 г. Всероссийская филвыставка «Роль личности в истории» со СГ.
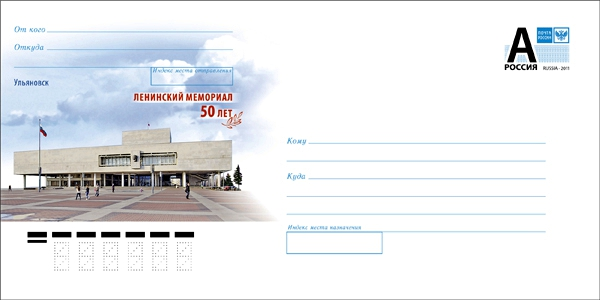
ХМК РФ, 2020. Ульяновск. 50 лет Ленинскому мемориалу.
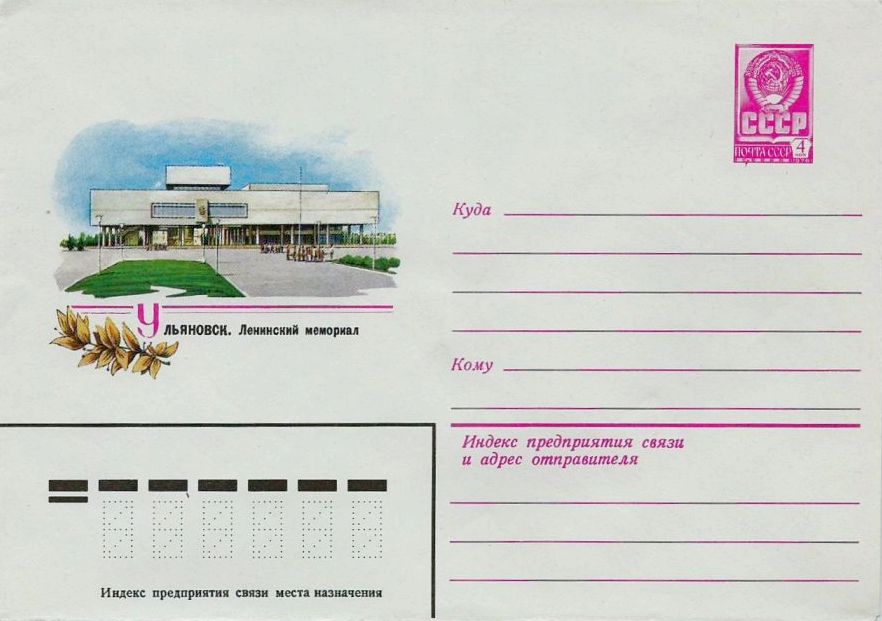
ХМК СССР, 1979. Ленинский мемориал.